# Elektryfikacja kolei w Polsce

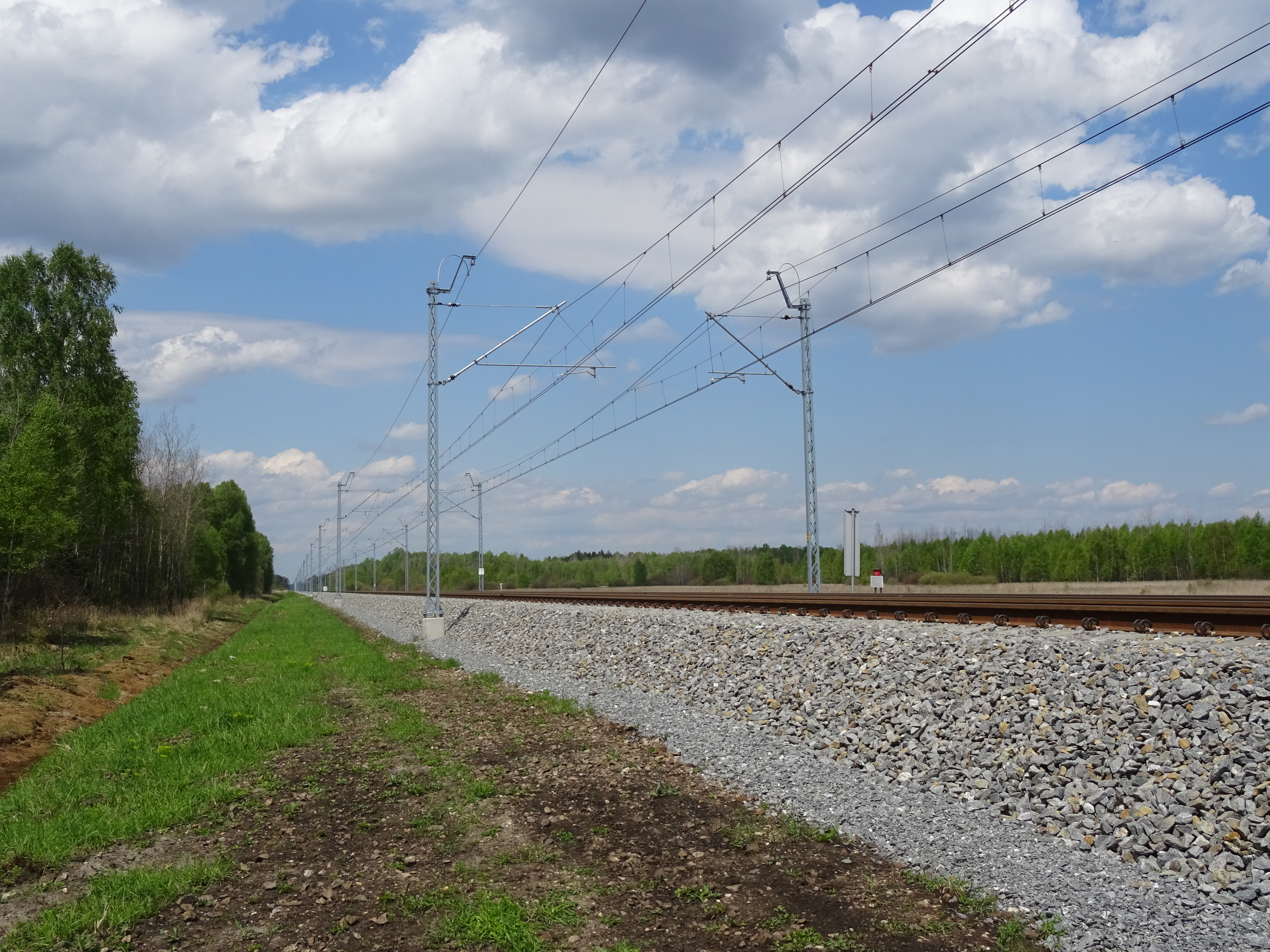
Elektryczna sieć trakcyjna w Polsce. Słupy sieci trakcyjnej są zamontowane na fundamentach palowych

Elektryfikacja kolei w Polsce – proces mający na celu wdrożenie sieci elektroenergetycznej na liniach kolejowych w Polsce i wprowadzanie na nie taboru elektrycznego, umożliwiając zastępowanie taboru o innym napędzie.
Do końca lat 70., dzięki masowej elektryfikacji i wprowadzeniu do eksploatacji dużej ilości taboru elektrycznego, pozwoliło to na wycofanie dużej ilości parowozów i starszego taboru spalinowego. Mimo tymczasowego zaniechania prac w latach 90., obecnie PKP PLK i inne podmioty zarządzające infrastrukturą kolejową, takie jak DSDiK planują lub już realizują elektryfikację swoich linii kolejowych.
Obecnie elektryfikacja kolei w Polsce ma na celu poprawę transportu kolejowego poprzez zwiększenie konkurencyjności i atrakcyjności oraz zastąpienie trakcji spalinowej i oszczędność paliwa na liniach regionalnych oraz magistralach kolejowych o znaczeniu państwowym takich jak linia kolejowa nr 31 z Siedlec do Siemianówki, linia kolejowa nr 137 z Kędzierzyna-Koźla do Legnicy oraz linii kolejowej nr 203 z Tczewa do Kostrzyna.
Koleje elektryczne w Polsce są zasilane napięciem 3000 V prądu stałego, a długość linii zelektryfikowanych wynosi ponad 12 236 kilometrów, czyli 62,5% wszystkich linii.

## Elektryfikacja w zaborze pruskim i "ziemiach odzyskanych" przed 1945 rokiem
Pierwsze plany elektryfikacji kolei na ziemiach polskich pojawiły się jeszcze przed wybuchem I wojny światowej, ale prace nad elektryfikacją kolei na ziemiach polskich Niemcy rozpoczęli od 15 sierpnia 1897 roku elektryfikacją linii kolejowej Wąbrzeźno – Wąbrzeźno Miasto (Briesen – Briesen Stadt). Linia została oddana do użytku 1 kwietnia 1898 roku i była pierwszą koleją elektryczną na ziemiach polskich, a sama linia miała charakter podmiejski.
1 lipca 1913 na linii kolejowej Koszalin – Unieście otwarto połączenia tramwajowe, które 30 września 1938 roku zostały zlikwidowane.
W 1914 roku na Dolnym Śląsku oddano do użytku zelektryfikowaną linię kolejową ze Szczawienka do czeskiego Meziměstí w systemie 15 kV AC. W tym samym roku uruchomiono również zelektryfikowaną linię kolejową Jugowice – Walim. W kolejnych latach liczba zelektryfikowanych linii kolejowych na Dolnym Śląsku rosła, dzięki czemu możliwe było uruchomienie pociągów elektrycznych z Wrocławia przez Wałbrzych, Jelenią Górę do Węglińca oraz Zgorzelec i Leśną. Do 1939 roku na Dolnym Śląsku zelektryfikowano ponad 391,87 kilometrów linii kolejowych. Dalsze prace wstrzymano z powodu wybuchu II wojny światowej i postawienie niemieckiej gospodarki na gospodarkę wojenną.

## II Rzeczpospolita

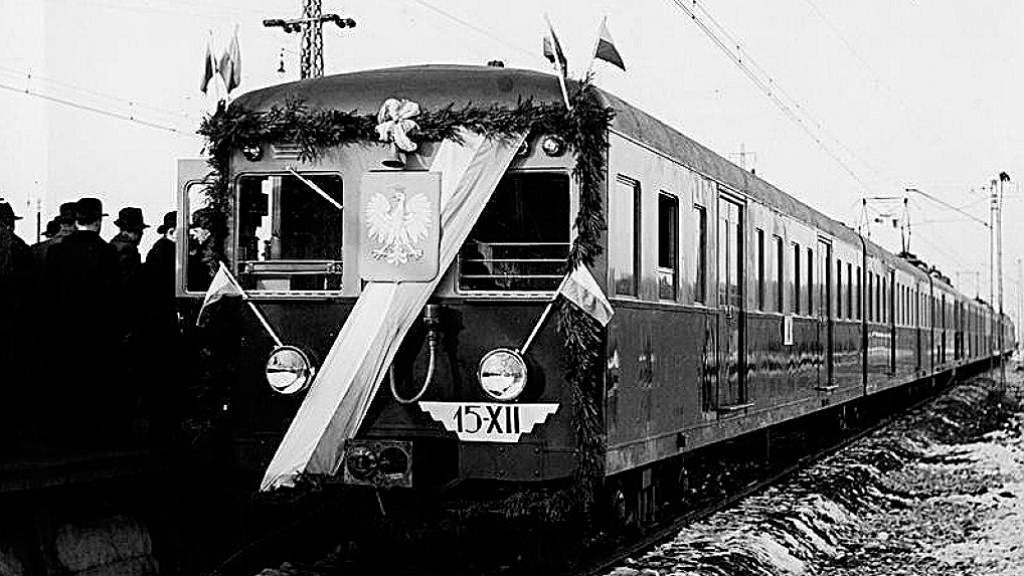
Uroczyste otwarcie zelektryfikowanego odcinka Warszawa Wschodnia – Otwock w Józefowie 15 grudnia 1936 roku

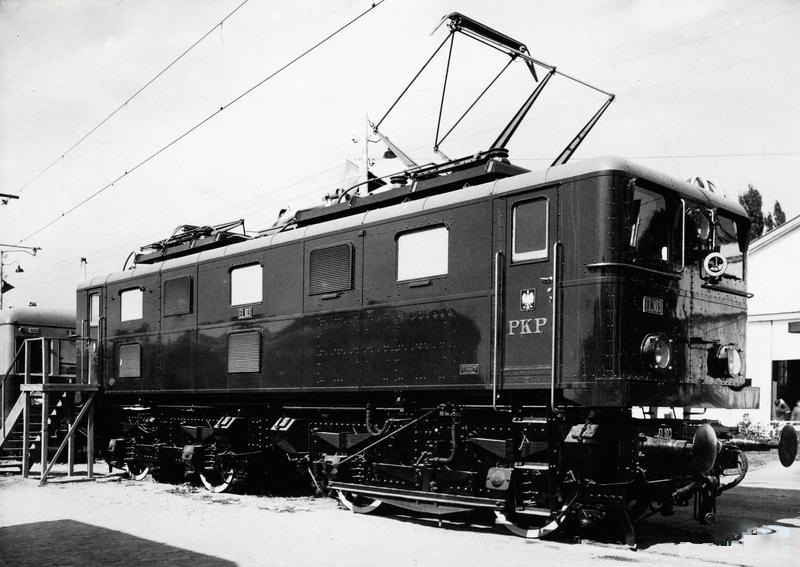
Seria lokomotyw EL.100 (później zmieniona na EP01) została wyprodukowana przez English Electric i była pierwszą serią lokomotyw elektrycznych zakupionych przez PKP

Na zlecenie Komisji Rządowej prof. Roman Podoski opracował projekt elektryfikacji kolei w Polsce, który obejmował elektryfikację Warszawskiego Węzła Kolejowego i elektryfikację linii Warszawa – Kraków – Katowice, oraz Warszawa – Przemyśl – Lwów. W 1921 roku na prośbę profesora Romana Podoskiego, podjęto decyzję, że elektryfikacja będzie prowadzona z zasilaniem 3000 V prądu stałego, wówczas rzadko stosowanego na innych kolejach, co pozwoliło na pobór energii w postaci prądu trójfazowego z istniejących elektrowni. W 1926 roku ze względów finansowych nastąpił zastój w pracach, w 1928 roku przyjęto szczegółowy harmonogram prac na lata 1928–1931, przewidujący oddanie do użytku zelektryfikowanej linii średnicowej w listopadzie 1931 roku.
W latach 1925–1927, dzięki wsparciu kapitału angielskiego, zbudowano zarządzaną przez przewoźnika linię z Warszawy do Grodziska Mazowieckiego na podstawie koncesji na odcinek z Warszawy do Żyrardowa, wydanej łódzkim przemysłowcom, którzy zainteresowani projektem zrzekli się go na rzecz EKD, która została udostępniona pasażerom 11 grudnia 1927 roku.
Dopiero 2 sierpnia 1933 roku doszło do podpisania umowy między PKP a dwoma brytyjskimi firmami English Electric i Metropolitan Vickers Electrical Company na wykonanie w ciągu czterech lat pierwszego etapu elektryfikacji Warszawskiego Węzła Kolejowego na warunkach kredytowych. Miesiąc później 2 września 1933 roku oddano w Warszawie do użytku linię średnicową, ciągnącą się tunelem o długości 2310 metrów. Tunel od początku był przystosowany pod elektryfikację, ale wówczas jej nie zrealizowano z uwagi na brak uzasadnienia technicznego. To spowodowało, że ruch na niej był ograniczony przez trzy lata z uwagi na zadymienie przez parowozy, które po niej kursowały..
Odcinek Warszawa Wschodnia – Otwock był gotowy 14 sierpnia 1936 roku, a 15 grudnia tegoż roku pociągi na odcinku Otwock – Pruszków zostały oficjalnie uruchomione, co umożliwiło na uruchomienie pociągów w trakcji elektrycznej przez linię średnicową i wyeliminowanie problemów z ograniczonym ruchem w wyniku zadymiania tunelu przez trakcję parową.
W 1937 roku uruchomiono pociągi elektryczne na odcinku Pruszków – Grodzisk Mazowiecki. 6 września na odcinku Grodzisk Mazowiecki – Żyrardów, 15 grudnia na ostatnim odcinku przewidzianym do elektryfikacji w pierwszym etapie, czyli od Warszawy Wschodniej do Mińska Mazowieckiego.
Tuż w okolicach stacji Warszawa Zachodnia przy ulicy Armatniej mieścił się warsztat elektrotrakcyjny zajmujący się naprawą taboru elektrycznego wraz z przylegającą lokomotywownią Olszynka Grochowska, w której dyslokowano tabor elektryczny. Do budowy lokomotywowni przystąpiono na przełomie 1937 i 1938 roku w celu obsługi taboru elektrycznego na WWK, którą ukończono pod koniec 1938 roku. Za projekt lokomotywowni odpowiadał Wacław Żenczykowski, a wykonawcą inwestycji była firma Travers.
Tabor elektryczny obsługujący Warszawski Węzeł Kolejowy stanowiły głównie trójczłonowe elektryczne zespoły trakcyjne serii E91 w liczbie siedemdziesięciu sześciu egzemplarzy, które od lipca 1936 wprowadzono do ruchu. Tuż obok nich dysponowano sześcioma lokomotywami czteroosiowymi serii EL 100 brytyjsko-polskiej produkcji i EL 200 wyprodukowane w zakładach HCP w Poznaniu.
Dalsza realizacja planów została przerwana z powodu wybuchu II wojny światowej.

## Polska Rzeczpospolita Ludowa

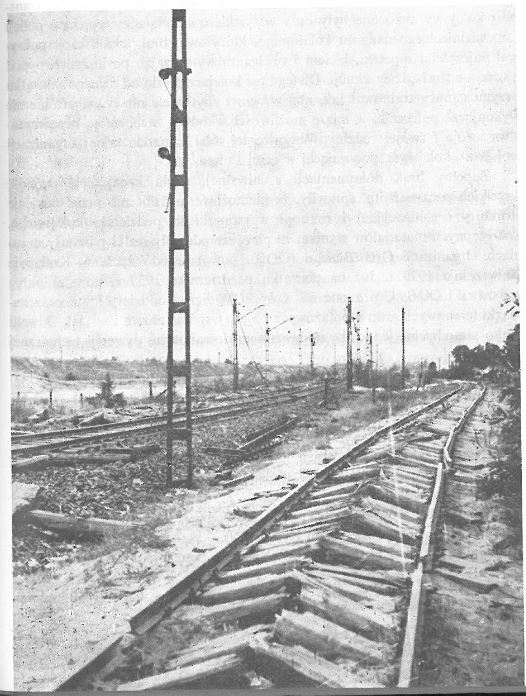
Zniszczenia Warszawskiego Węzła Kolejowego dokonane przez wycofujące się wojska niemieckie w 1945 roku

### Powojenna sytuacja
Po zakończeniu działań wojennych infrastruktura kolejowa była w bardzo złym stanie. Ze względu na fatalny stan gospodarki, zwłaszcza przemysłu elektrotechnicznego, niemożliwe było podjęcie produkcji taboru szynowego w kraju. Już pod koniec lat 40. rozpoczęto planowanie dalszej elektryfikacji linii, w tym Magistrali Węglowej od Chorzowa do Tczewa, jednak elektryfikacja nie była wówczas możliwa. Podjęto natomiast odbudowę przedwojennej sieci trakcyjnej na warszawskim węźle kolejowym. Ponadto wkrótce po zakończeniu działań wojennych 8 maja 1945 roku między Polską Rzecząpospolitą a Związkiem Radzieckim doszło do podpisania porozumienia nr 9484 dotyczącego demontażu sieci trakcyjnej 15 kV 16 Hz oraz urządzeń elektrycznych na linii Wrocław – Zgorzelec wraz z wywiezieniem części poniemieckiego taboru do ZSRR jako łup wojenny znajdujących się na terenie Dolnego Śląska, z wyjątkiem linii kolejowej Jugowice – Walim, na której przez pewien czas utrzymywana była sieć trakcyjna pod napięciem 1000 V prądu stałego. Po zakończeniu wojny do ruchu przywrócono trzydzieści sześć jednostek E91, którym następnie zmieniono oznaczenie na E51, a potem ostatecznie na EW51. Po wojnie zdołano naprawić tylko jedną lokomotywę serii EL.100, która po naprawie pracowała od 1947 roku na Warszawskim Węźle Kolejowym. Następnie od 1951 roku zmieniono jej oznaczenie na E106, potem na E01-01, a ostatecznie od 1959 roku pracowała już jako EP01-01. Po wojnie żadna z lokomotyw EL.200 nie wróciła już do ruchu.
Już w 1945 roku w szwedzkim koncernie ASEA dokonano zamówienia na wyposażenie dla podstacji Brwinów oraz dwóch podstacji ruchomych, montowanych na pojazdach szynowych. Na początku 1946 roku dokonano wstępnych rozmów z ASEA-ą w sprawie zawarcia umowy kredytowej na dostawy urządzeń elektrotrakcyjnych dla Warszawskiego Węzła Kolejowego. Dostawy w ramach umowy dotyczyły wyposażenia kompletnego sześciu podstacji trakcyjnych i kabin sekcyjnych oraz wyposażenie dyspozytorni zdalnego sterowania systemem elektrycznym. Ponadto umowa obejmowała dostawę czterdziestu czterech trzywagonowych elektrycznych zespołów trakcyjnych serii EW54 i ośmiu lokomotyw elektrycznych serii E150 o układzie osi Bo’Bo’. Umowa została podpisana 16 kwietnia 1947 roku, pierwsze elektryczne zespoły trakcyjne dostarczono dla PKP w grudniu 1950 roku, a pozostałe w latach 1951–1953. Dostawa lokomotyw elektrycznych została zrealizowana w latach 1951–1952.
W styczniu 1948 roku dostarczono kompletnie zmontowane podstacje przewoźne firmy ASEA, które przewidziane były w pierwszej kolejności na czasowe zastępstwo podstacji Warszawa Wschodnia i Miłosna umożliwiając na podjęcie ruchu na odcinku Warszawa Wschodnia – Mińsk Mazowiecki. Pociągi ruszyły ze stacji Warszawa Wschodnia do Miłosnej 3 lutego, a do Mińska Mazowieckiego 14 marca 1948 roku.
Na przełomie 1947 i 1948 roku pojawiła się możliwość zakupu wyposażenia elektrotrakcyjnego w Wielkiej Brytanii, co wówczas dla PKP miało ogromne znaczenie z uwagi na przedwojenne warunki techniczne. Mimo że Polska znalazła się po wojnie w bloku wschodnim Brytyjczycy nie zlikwidowali reprezentacji techniczno-handlowej Contractors Committee for the Electrification of Polish Railways. Na początku 1949 roku zawarto umowę z CC na dostawę wielu części niezbędnych do odbudowy przedwojennych elektrycznych zespołów trakcyjnych oraz trzydzieści kompletnego wyposażenia dla elektrycznych zespołów trakcyjnych i osiem dla lokomotyw elektrycznych.
23 czerwca 1949 roku otwarto dla ruchu linię średnicową, która została odbudowana po wysadzeniu przez Niemców w 1944 roku po zakończeniu powstania warszawskiego.
W związku z planowaną w bliżej nieokreślonej przyszłości elektryfikacją GWK standardowym dla PKP zasilaniem prądu stałego 3 kV zdecydowano się na budowę sieci trakcyjnej o wymiarach i izolacji typowych dla napięcia 3000 V prądu stałego. Prąd stały o napięciu 800 V miały dostarczać podstacje trakcyjne, dla których wyposażenie zamówiono w Wielkiej Brytanii na przełomie 1947 i 1948 roku.
W latach 1948–1951 przeprowadzono elektryfikację linii na wybrzeżu z Gdańska do Sopotu, na których w latach 1951–1952 oddano do użytku sieć trakcyjną pod napięciem 800 V prądu stałego. Eksploatowany na linii tabor stanowiły elektryczne zespoły trakcyjne serii EW90, EW91 i EW92 pochodzące z berlińskiej kolei miejskiej, które zostały przekazane PKP w ramach reparacji wojennych. W kolejnych latach od 1953 do 1957, zelektryfikowano następne fragmenty linii trójmiejskiej od Sopotu przez Gdynię do Wejherowa.

### 1952–1963

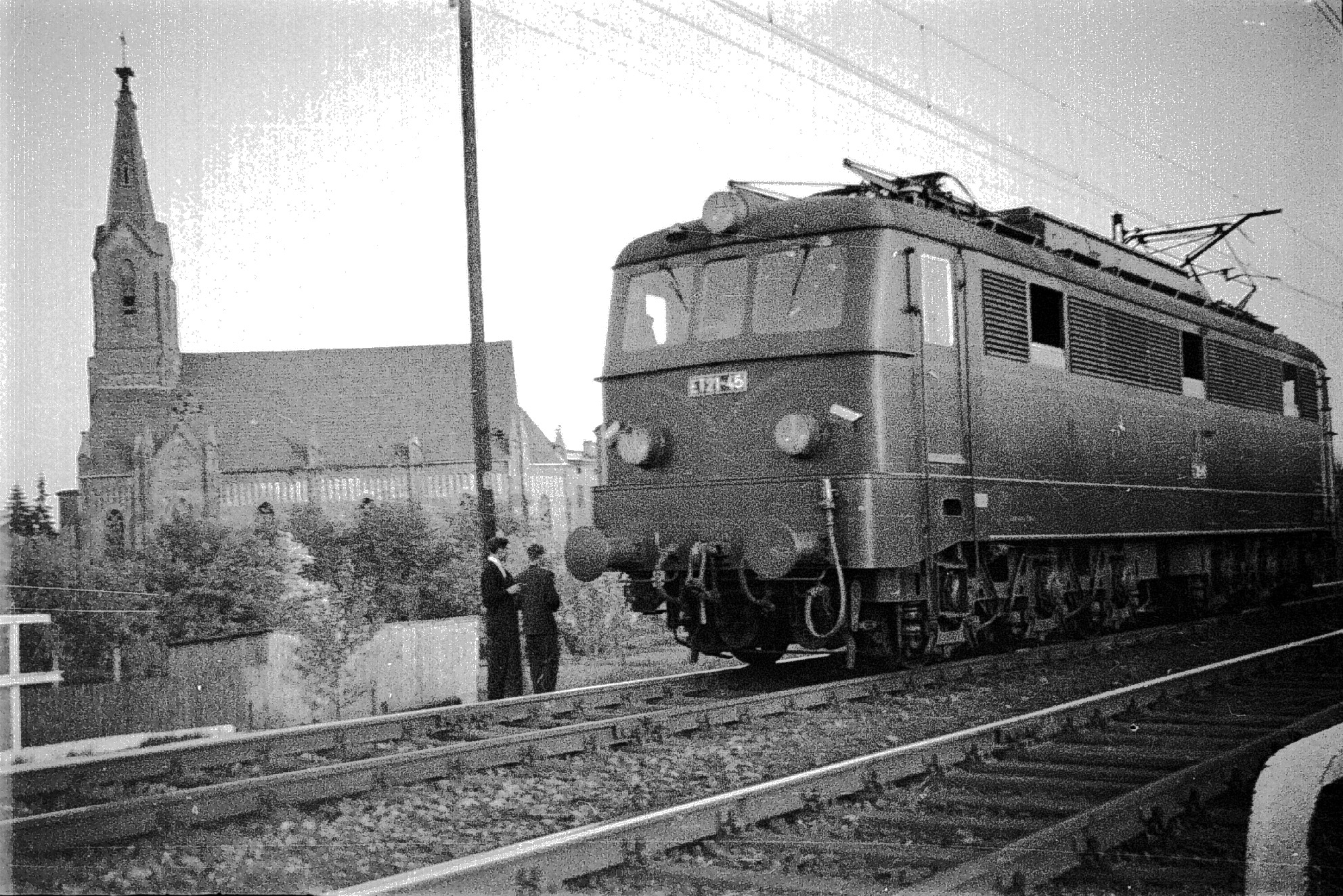
Lokomotywa serii ET21 w Radomsku

Od 1952 roku tempo elektryfikacji linii kolejowych w Polsce nabrało rozpędu. 14 marca 1952 roku oddano do użytku sieć trakcyjną na linii kolejowej nr 21 z Warszawy Wileńskiej do Zielonki oraz na linii kolejowej nr 6 z Zielonki do Tłuszcza. Na przełomie lat 1957–1958 zakończono elektryfikację linii kolejowej nr 7 z Otwocka do Pilawy.
5 lipca 1953 roku zelektryfikowano odcinek Żyrardów – Skierniewice.
10 września 1954 roku do Łodzi wjechał pierwszy pociąg elektryczny z Warszawy, wjeżdżając na dworzec Łódź Fabryczna.
W listopadzie 1955 roku zakończono elektryfikację linii kolejowej nr 1 na odcinku Piotrków Trybunalski – Częstochowa, ale pierwszy pociąg elektryczny przyjechał do Częstochowy dopiero 21 stycznia 1956 roku. Kilka miesięcy później, 1 maja, pociągi elektryczne zaczęły docierać do Zawiercia. 3 czerwca oddano do użytku sieć trakcyjną do Łaz. Następnie do 1957 roku zelektryfikowano linię kolejową z Łaz do Gliwic. Po oddaniu do użytku magistrali Warszawa – Gliwice w 1957 roku prędkość pociągów prowadzonych trakcją elektryczną wzrosła dla pociągów pasażerskich z 40,8 do 65,3 km/h, a dla pociągów towarowych – z 29 do 49 km/h. W porównaniu z eksploatacją z trakcją parową osiągnięto 60% oszczędności węgla i znaczne oszczędności w wagonach. Komunikacja kolejowa między Śląskiem a Warszawą poprawia się.
W 1957 roku ówczesny minister komunikacji Ryszard Strzelecki podjął decyzję o zaprzestaniu zakupu taboru o trakcji parowej.
W rejonie łódzkiego węzła zelektryfikowano połączenia Bedoń – Łódź Olechów – Łódź Kaliska i Łódź Widzew – Łódź Chojny o łącznej długości 26 km (25 stycznia 1958 roku). W ten sposób udało się połączyć trakcją elektryczną trzy najważniejsze stacje aglomeracji łódzkiej (Widzew, Chojny, Łódź Kaliska). W latach 1961–1962 rozpoczęto elektryfikację bardzo ważnego szlaku kolejowego łączącego Warszawę z Poznaniem. 22 marca 1961 roku oddano do użytku 71-kilometrowy zelektryfikowany odcinek Sochaczew – Łowicz – Kutno. Na 79-kilometrowym odcinku Kutno – Konin oddano do użytku 29 września 1962 roku, a dwa lata później elektryfikacja dotarła do DOKP Poznań.
Bieżącymi planami elektryfikacji sieci PKP obejmowały główne linie łączące Górny Śląsk z rozwijającym się okręgiem krakowskim oraz łączące Górny Śląsk z Dolnym Śląskiem, czyli z okręgiem Wrocławia. Wśród zelektryfikowanych i oddanych do użytku były następujące linie kolejowe:
- 133 Jaworzno Szczakowa – Kraków Główny 55 km, 30 kwietnia 1959 roku[30].
- 138 134 Katowice – Jaworzno Szczakowa 22 km, 14 maja 1959 roku.
- 100 Kraków Mydlinki – Kraków Prokocim 13 km, 31 lipca 1959 roku.
- 133 Jaworzno Szczakowa – Mydlinki – Kraków Płaszów 59 km, 29 września 1959 roku
- 133 Dąbrowa Górnicza Ząbkowice – Jaworzno Szczakowa 16 km, 1960 roku[30].
- 100 109 Kraków Płaszów – Bieżanów – Wieliczka 10 km, 29 marca 1960 roku.
- 91 113 Bieżanów – Podłęże – Niepołomice 15 km, 28 maja 1960 roku.
- 8 Kraków Główny – Batowice 7 km, 28 maja 1960 roku.
- 95 Nowa Huta – Podłęże 12 km, 23 grudnia 1961 roku.
- 91 Prokocim – Gaj 3 km, 18 grudnia 1962 roku.

Konieczność poprawy i zwiększenia przepustowości transportu kolejowego na trasie Górny Śląsk – Wrocław była podstawą rządowych decyzji dotyczących modernizacji i elektryfikacji linii kolejowej Gliwice – Pyskowice – Opole – Wrocław. Elektryfikacja tej magistrali odbywała się etapami, cała magistrala została oddana do eksploatacji trakcją elektryczną w 1960 roku w następujących dniach:
- 132 Gliwice – Pyskowice – Strzelce Opolskie (wraz z drugą parą torów na odcinku Gliwice – Łabędy) – Opole Główna – Święta Katarzyna – Wrocław Brochów 15 km, 3 października.
- 349 Święta Katarzyna – Wrocław Główny 10 km, 15 grudnia.

W 1961 roku zelektryfikowano dodatkowe połączenia na terenie Opola: Groszowice – Opole Główne Towarowe (3 km) oraz Groszowice – Opole Wschodnie (6 km). W 1962 roku dodatkowo zelektryfikowano odcinek Brochów – Wrocław Towarowy (3 km) na terenie Wrocławia. Inwestycja na linii Gliwice – Wrocław obejmowała również elektryfikację oddziałów wzdłuż Odry: Gliwice – Łabędy – Kędzierzyn-Koźle – Groszowice (83 km).
W samym węźle Katowice w 1961 roku zelektryfikowano podmiejski odcinek Katowice – Katowice Ligota – Tychy – Tychy Miasto. W 1962 roku na linii kolejowej nr 91 sieć trakcyjną oddano do użytku na następujących odcinkach:
- Podłęże – Bogumiłowice 51 km, 28 kwietnia 1962 roku.
- Bogumiłowice – Tarnów Zachodni 4 km.

W 1959 roku zlikwidowano sieć trakcyjną na Kolei Walimskiej, na której obsługę przejęły parowozy obsługując ruch pasażerski do roku 1960, kiedy został ostatecznie zlikwidowany. Linia została zamknięta w 1975 roku dla ruchu towarowego, a ostatecznie rozebrana w 1984 roku. W tym samym rok zdemontowano również sieć trakcyjną na linii kolejowej Wąbrzeźno – Wąbrzeźno Miasto, na której ruch pasażerski funkcjonował do 1991 roku, a towarowy do 2011 roku.
Lokomotywy elektryczne serii EP02 produkowane w latach 1953–1954, oraz trzyczłonowe elektryczne zespoły trakcyjne serii EW53 produkowane w latach 1953–1955, przeznaczone dla WWK, zostały zbudowane w Pafawag Wrocław z wykorzystaniem sprzętu elektrycznego zakupionego w Wielkiej Brytanii. W 1957 roku zbudowano 2 prototypy, a w 1958 roku rozpoczęto produkcję seryjną lokomotyw ET21 w oparciu o radziecką dokumentację techniczną. W 1958 roku zbudowano prototyp krajowego trzyczłonowego EZT serii EW55 dla ruchu podmiejskiego z przystosowaniem do wysokich peronów, a w latach 1958–1962 dostarczono serię tych pojazdów dla WWK. W 1961 roku zbudowano prototyp trójczłonowego zespołu trakcyjnego dla ruchu lokalnego, z takim samym wyposażeniem jak EW55, ale przystosowany do niskich peronów. Jednostką była seria EN57, która weszła do produkcji seryjnej w 1962 roku. Z kolei popyt na lokomotywy elektryczne przeznaczone do obsługi dalekobieżnych pociągów pasażerskich został pokryty zakupem trzydziestu lokomotyw elektrycznych serii EU05 o układzie osi Bo’Bo’ w czechosłowackiej Skodzie. Zawarto również umowę na dostawę z Wielkiej Brytanii dwudziestu lokomotyw elektrycznych o układzie osi Bo’Bo’ serii EU06 wraz z pełną dokumentacją produkcyjną.
Ponadto w latach 1953–1954 w zakładach Waggonbau Görlitz w NRD dokonano przebudowy dziesięciu jednostek E91, które zostały oznaczone jako seria EW52.

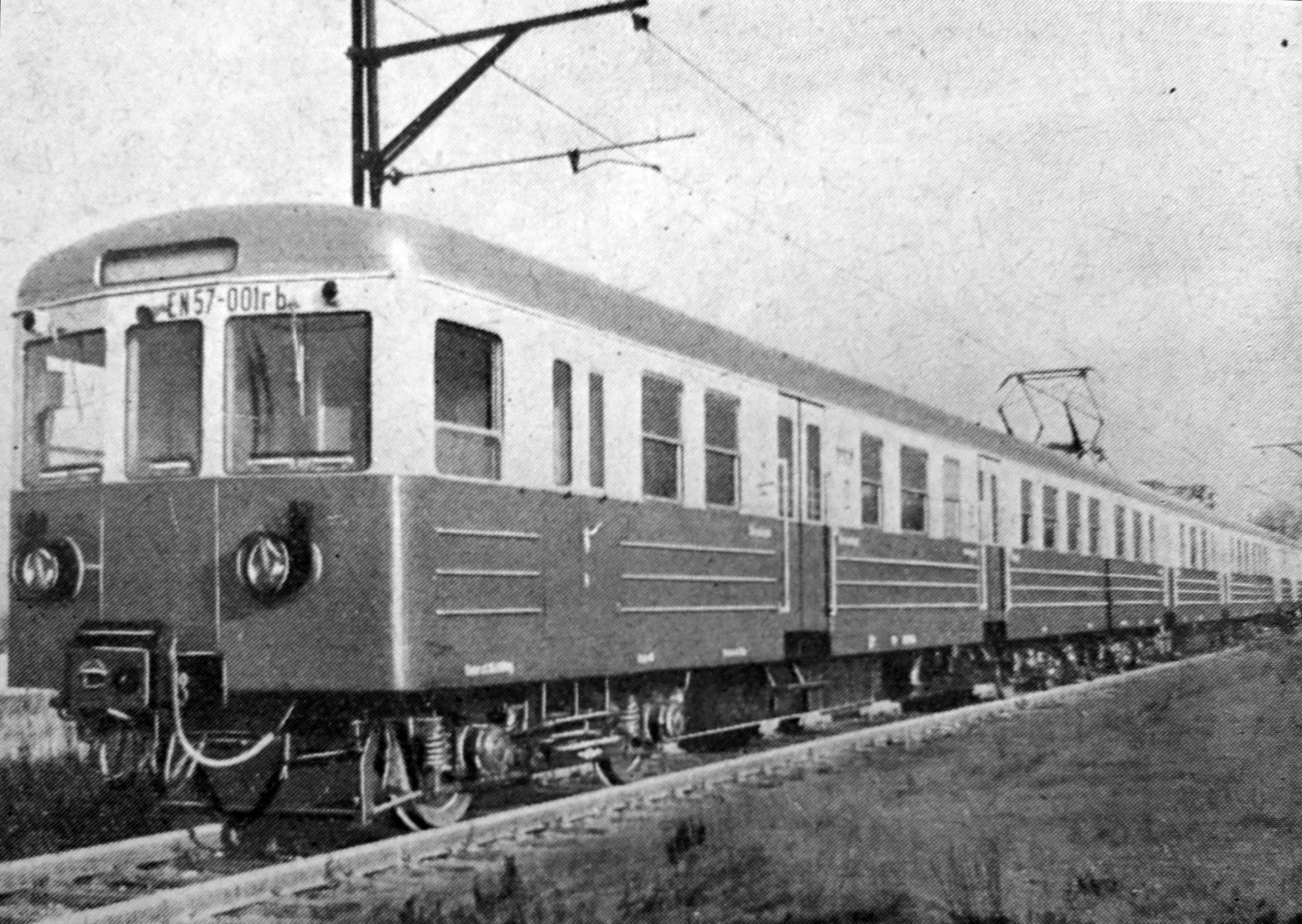
Prototyp jednostki EN57

### 1963–1971

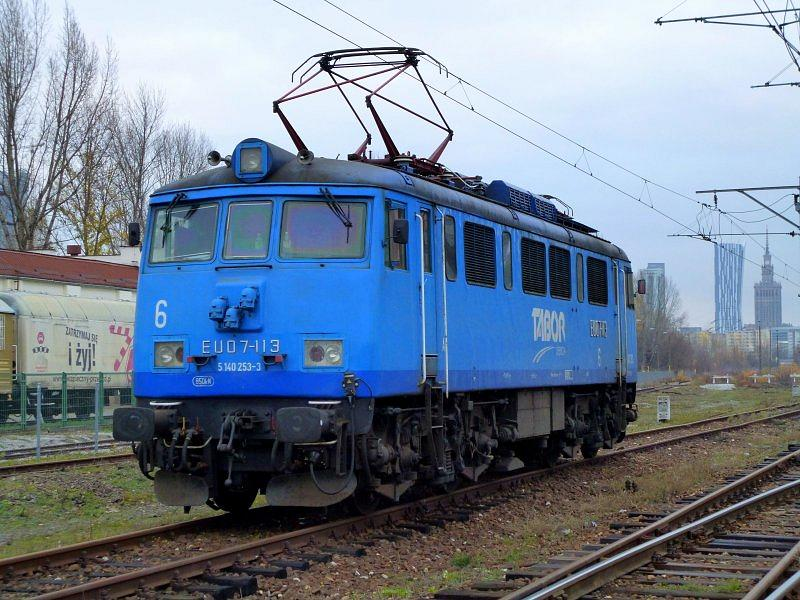
Lokomotywy serii EU07 są lokomotywami elektrycznymi eksploatowanymi na polskiej kolei zarówno przez przewoźników państwowych, jak i prywatnych

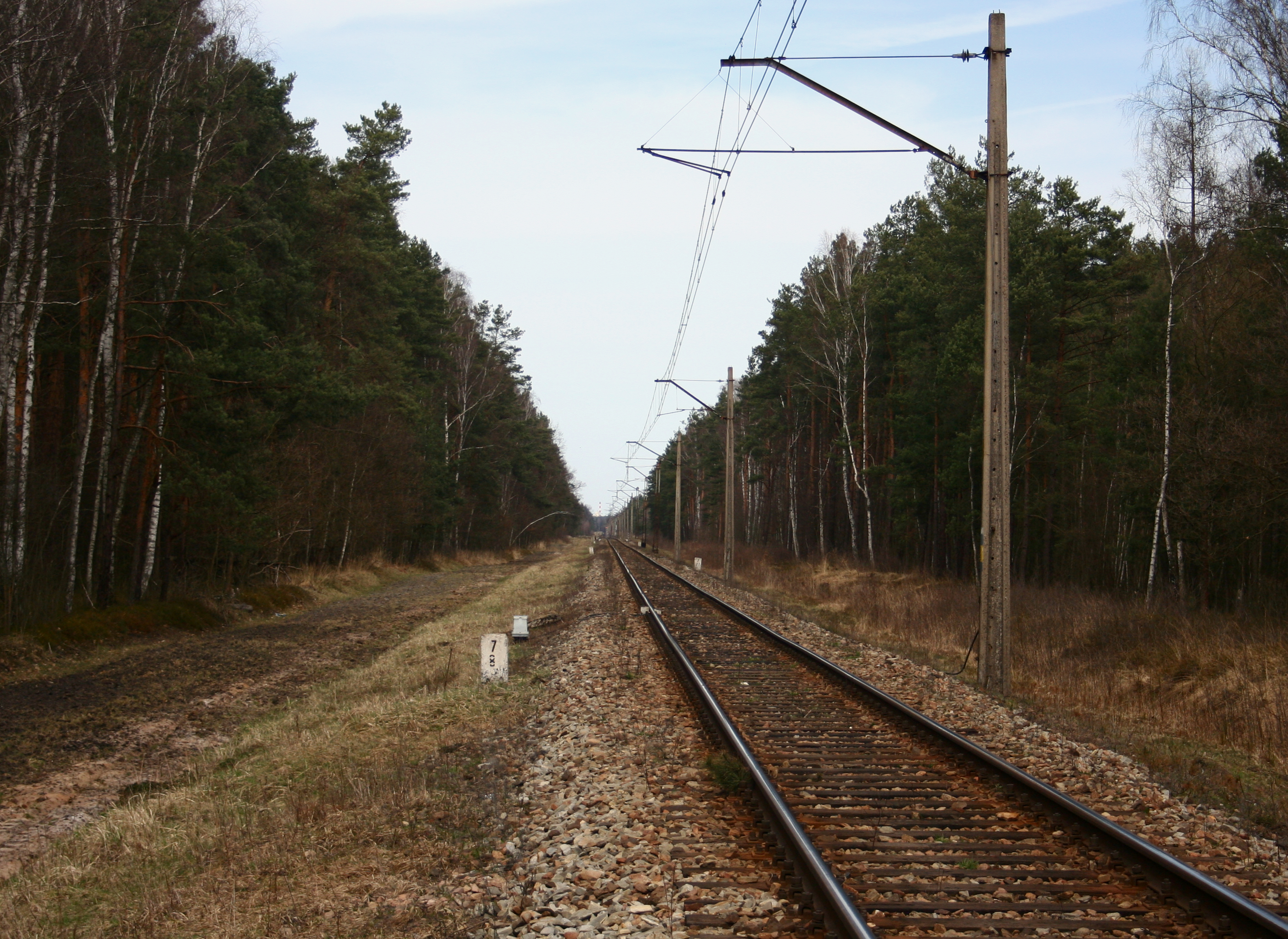
Wysięgniki teownikowe na betonowych słupach trakcyjnych na linii kolejowej nr 155 zelektryfikowanej w 1965 roku

W 1964 roku zakończono trwającą od 1960 roku elektryfikację ostatniego odcinka linii Kraków – Medyka. W 1963 roku oddano do użytku zelektryfikowany odcinek Tarnów Zachodni – Dębica – Rzeszów, a końcowy odcinek Rzeszów – Medyka w 1964 roku. 6 czerwca 1964 roku rozpoczęto elektryfikację całej linii Warszawa – Poznań (po zelektryfikowaniu odcinka Konin – Poznań) w 1958 roku wraz ze zelektryfikowanymi odcinkami Łowicz – Skierniewice (22 km – 25 maja 1963 roku) i Odolany – Warszawa Gdańska – Warszawa Praga (14 km – 25 maja 1963 roku), stanowiła elektryfikację ważnego szlaku na kierunku wschód-zachód, łączącego dwie zelektryfikowane magistrale Warszawa – Katowice i Warszawa – Poznań. 29 listopada 1963 roku uruchomiono elektryczne połączenie trakcyjne Katowic przez Ligotę – Tychy – Czechowice z Bielskiem (38 km), przedłużone 30 grudnia 1970 roku o odcinek Bielsko – Żywiec (21 km). Również zelektryfikowano 9 września 1964 roku odcinek Czechowice – Zebrzydowice – granica państwa (37 km). 19 grudnia 1966 roku wprowadzono trakcję elektryczną na całej długości linii Wrocław – Wałbrzych – Jelenia Góra (151 km); na odcinku Wrocław – Kuźnice Świdnickie rok wcześniej – 18 grudnia 1965. Jest to pierwsza zelektryfikowana linia sieci PKP o charakterze podgórskim. Od tego momentu, również na Dolnym Śląsku, ponownie zelektryfikowano fragmenty linii, na których znajdowała się przed wojną sieć trakcyjna.
Magistrala kolejowa ze Śląska do Lublina z połączeniami w kierunku Krakowa (odcinek Batowice – Tunel) i Warszawy (z Radomia do Czachówka i z Dęblina do Pilawy), była elektryfikowana etapami:
- Strzemieszyce – Sędziszów 98 km, 8 września 1966 roku.
- Sędziszów – Kielce 66 km, 29 września 1967 roku.
- Kielce – Radom – Dęblin 143 km, 28 września 1967 roku.
- Dęblin – Lublin 67 km, 8 września 1968 roku.
- Dęblin – Pilawa 49 km, 8 września 1968 roku.

Dodatkowo zelektryfikowano odcinki uzupełniające:
- Tunel – Batowice 46 km, 22 września 1968 roku.
- Czachówek – Radom 70 km.

W momencie rozpoczęcia modernizacji i elektryfikacji linii 301B Petrovice u Karviné – Dětmarovice po stronie czechosłowackiej przystąpiono do modernizacji i elektryfikacji linii kolejowej nr 93 na odcinku Czechowice-Dziedzice – Zebrzydowice, która zakończyła się rok później 29 kwietnia 1964 roku od oddania sieci trakcyjnej do użytku po stronie czechosłowackiej. Prace ukończono pięć miesięcy przed terminem, a wykonawcami byli Przedsiębiorstwo Robót Kolejowych nr 5 z Katowic, Przedsiębiorstwo Kolejowych Robót Elektryfikacyjnych w Warszawie, Bielskie Przedsiębiorstwo Budownictwa Przemysłowego, Bielskie Przedsiębiorstwo Instalacji Sanitarnych i zwykli pracownicy kolei. Pierwszy tabor elektryczny jaki się pojawił na linii była jednostka ED70-001, która odbyła przejazd specjalny po zelektryfikowanym odcinku 29 kwietnia 1964 roku.
Uchwałą Rady Ministrów z dnia 21 lutego 1963 roku oficjalnie rozpoczęto elektryfikację Magistrali Węglowej. Pierwszym ukończonym odcinkiem były Tarnowskie Góry – Zduńska Wola Karsznice, którego elektryfikację zakończono 28 listopada 1965 roku. Drugi odcinek od Zduńskiej Woli do Maksymilianowa podzielono na etapy: Zduńska Wola Karsznice – Lipie Góry, Lipie Góry – Inowrocław, Inowrocław – Maksymilianowo wraz z elektryfikacją Bydgoskiego Węzła Kolejowego i Maksymilianowo – Tczew i dalej do Gdyni linią kolejową nr 9 Warszawa – Gdańsk. Etapy te zostały zakończone odpowiednio 30 maja 1966 roku, 30 grudnia 1966 roku, 9 września 1967 roku i 23 grudnia 1968 roku. Dzięki elektryfikacji linia 131 przejęła 70% przewozów towarowych DOKP Gdańsk. Redukcja kosztów podróży zaowocowała zwrotem inwestycji po 5 latach. Wprowadzenie trakcji elektrycznej zaowocowało także zmianami w warsztatach lokomotywowni i utworzeniem punktu sterowania lokomotywami elektrycznymi w Karsznicach. Elektryfikację linii kolejowej nr 131 zakończono 23 maja 1974 roku, kiedy to zelektryfikowano ostatni odcinek od Chorzowa Batorego do Tarnowskich Gór. Łączna długość linii zelektryfikowanych w ramach tego projektu wyniosła 714 km.
Gdy tylko system elektryfikacji prądu stałego 3 kV dotarł do Gdyni, na odcinku Gdynia Stocznia – Wejherowo (23 km) (19 października 1969 roku) zmieniono napięcie z 800 V na 3000 V. W tym samym czasie zmieniono również napięcie z 800 V na 3000 V na odcinku Gdańsk Główny – Gdańsk Nowy Port. Wydzielony system trakcji elektrycznej 800 V na linii Gdańsk – Gdynia zlikwidowano 20 grudnia 1976 roku. Przełączono zasilanie na 3000 V i ujednolicono system w GWK. Tym samym eksploatacja poniemieckich elektrycznych zespołów trakcyjnych z S-Bahn o zasilaniu 800 V eksploatowanego w Trójmieście trwała 25 lat, zamiast pierwotnie przewidzianych 10 lat.

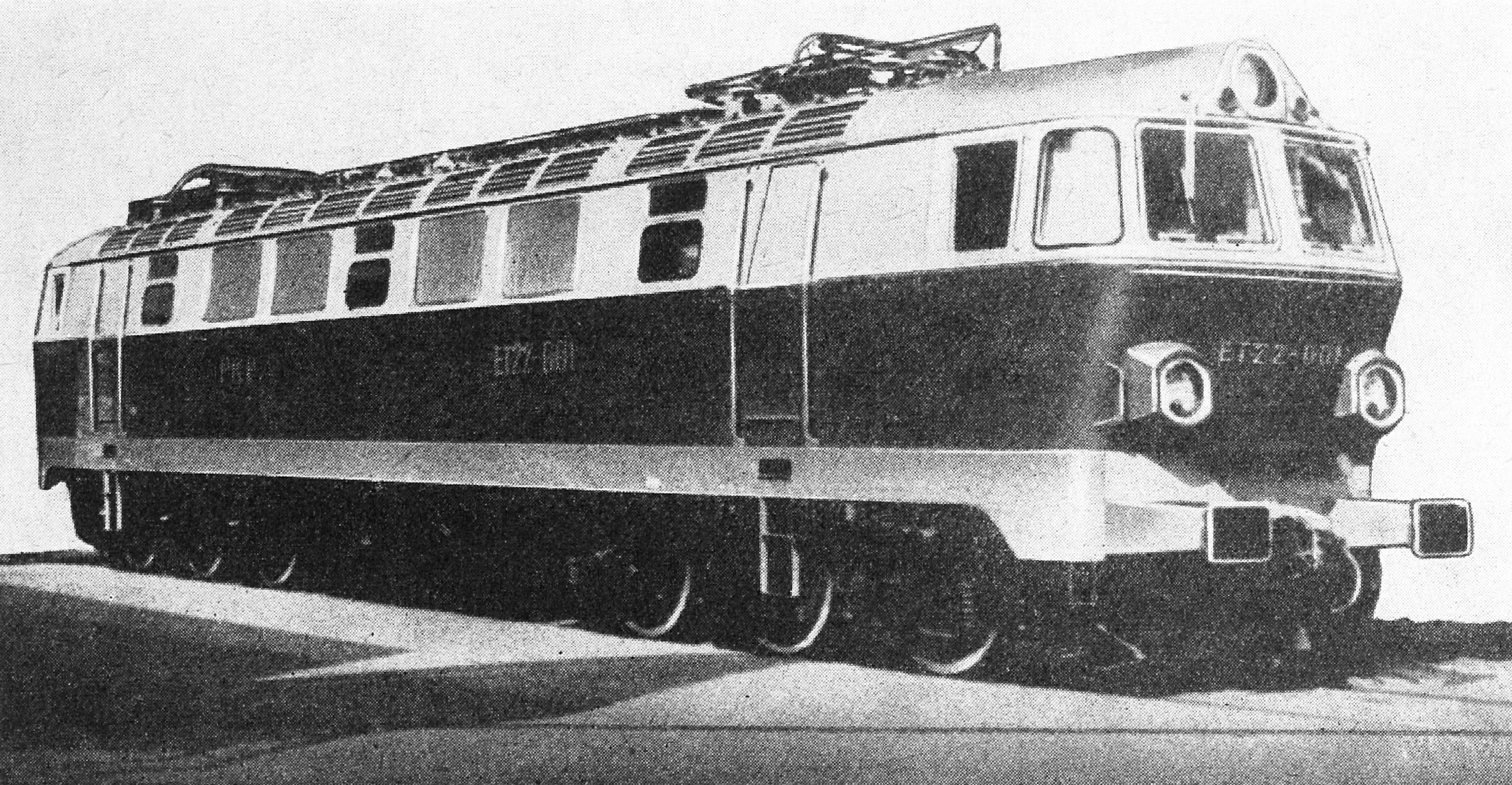
W 1969 roku wyprodukowano dwa prototypy lokomotyw towarowych typu 201E, które przez PKP zostały przyjęte jako seria ET22. Dwa lata później w 1971 roku uruchomiono produkcję seryjną, a dzięki swojej mocy 3000 kW i liczebności pozwoliły na nowo zelektryfikowanych liniach zastępować tabor parowy oraz spalinowy i starszy tabor elektryczny z serii EU20 i ET21.

W latach 1969–1970 uruchomiono sieć trakcyjną na linii Wrocław – Poznań o długości 165 km i 198 km łącznie z łącznicami (24 września 1970 roku). Ponadto zelektryfikowano odcinki:
- 16 Łódź Widzew – Zgierz 14 km, 23 Grudnia 1969 roku.
- 12 Skierniewice – Pilawa – Łuków 160 km, 15 grudnia 1971 roku.
- 133 93 Kraków – Spytkowice – Oświęcim – Czechowice-Dziedzice 90 km, 4 grudnia 1971 roku.
- 171 141 164 Dorota – Muchowice – Chorzów Batory 40 km, 30 maja 1970 roku.
- Kędzierzyn-Koźle – Rybnik – Niedobczyce. 1 grudnia 1970 roku.
- 179 Tychy Miasto – Bieruń Stary 8 km, 7 września 1972 roku.
- 13 Pilawa – Mińsk Mazowiecki – Tłuszcz 60 km, 27 maja 1972 roku.
- 9 10 28 6 Warszawa Praga – Legionowo – Wieliszew – Zegrze i Tłuszcz 62 km, 27 maja 1972 roku.
- 9 Legionowo – Nasielsk 35 km, 29 grudnia 1972 roku.

Od lat 60. krajowy przemysł w szybkim tempie zaczął dostarczać nowe lokomotywy elektryczne i elektryczne zespoły trakcyjne, co pozwoliło w dużej części zastąpić większość serii parowozów do końca lat 70. na zelektryfikowanych liniach kolejowych. Oprócz wprowadzenia na masową skalę lokomotyw krajowych EU07 od 1967 roku oraz od 1971 roku rozpoczęto produkcję seryjną lokomotyw ET22.

### 1972–1979

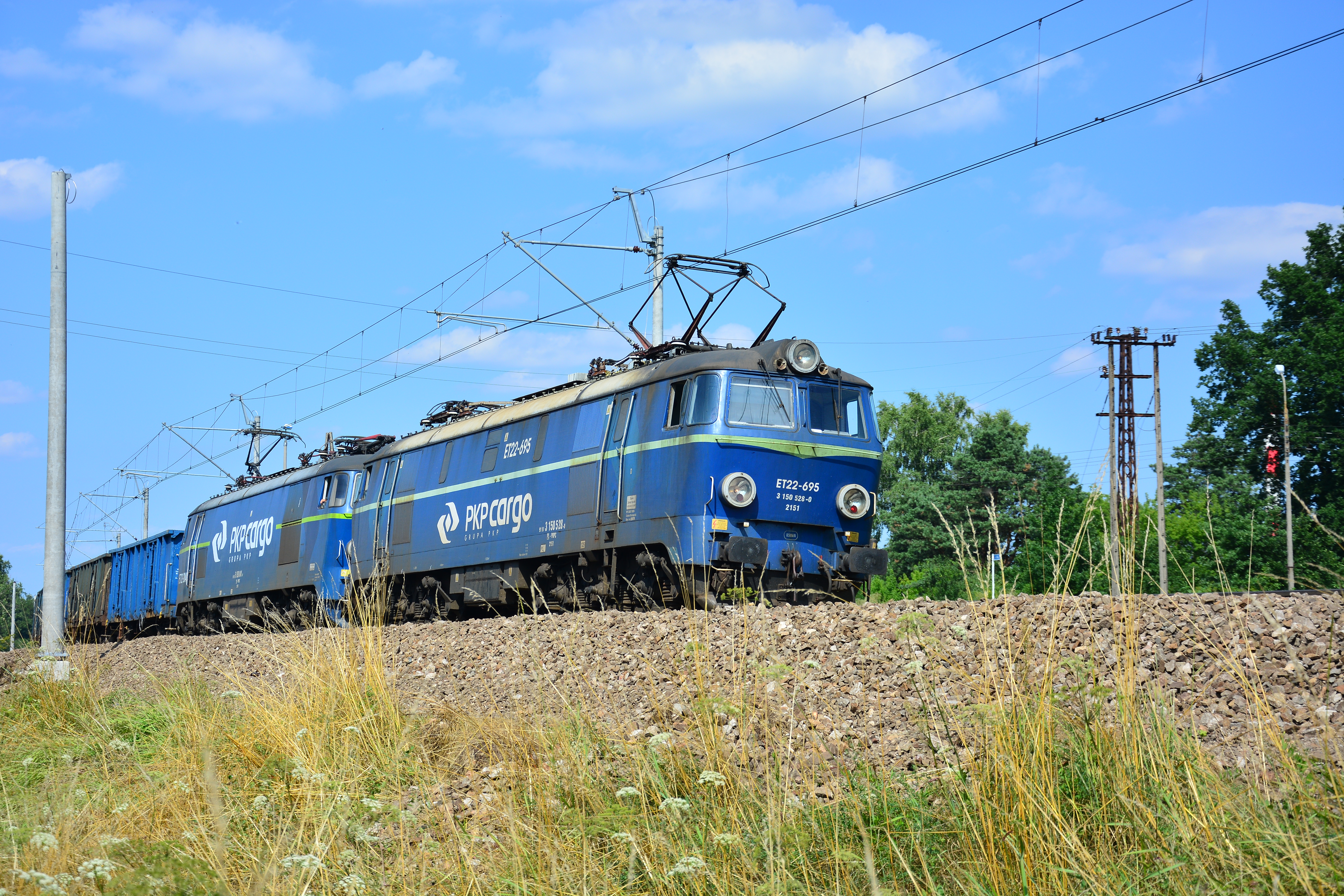
Pociąg towarowy przewoźnika PKP Cargo składający się z obu lokomotyw ET22 w Skarżysku-Kamiennej w lipcu 2015 roku

15 października 1973 roku uruchomiono trakcję elektryczną na linii Paczyna – Lubliniec – Herby (55 km). 29 grudnia 1973 roku na linii Kozłów – Koniecpol – Kielce (44 km), wybudowanej w 1971 roku. 4 grudnia 1974 roku na linii kolejowej nr 61 Częstochowa – Koniecpol – Kielce (114 km). Odcinek Koniecpol – Częstochowa został oddany do eksploatacji trakcją elektryczną rok wcześniej (29 grudnia 1973 roku). W wyniku została utworzona zelektryfikowana północna obwodnica regionu katowickiego.
27 grudnia 1973 roku zelektryfikowano linię kolejową nr 157 na odcinku Pawłowice Śląskie – Chybie.
23 grudnia 1974 roku uruchomiono sieć trakcyjną na trasie Chybie – Wisła Głębce elektryfikując pozostały odcinek linii kolejowej nr 157 Chybie – Skoczów, linię kolejową nr 190 na odcinku Skoczów – Goleszów i linię kolejową nr 191 dziewięć miesięcy przed planowanym terminem ukończenia. Koszt inwestycji wyniósł 600 mln zł, a dzięki elektryfikacji zaoszczędzono 8 mln zł rocznie, oraz zmniejszono zużycie węgla kamiennego rocznie o 10 tys. ton. Skrócono czas połączenia Katowice – Wisła Głębce. Inwestorem prac byli: Przedsiębiorstwo Robót Kolejowych nr 8 z Wrocławia, Przedsiębiorstwo Robót, Przedsiębiorstwo Kolejowych, Robót Elektryfikacyjnych w Warszawie, Fabryka Samochodów Małolitrażowych, Zakład nr 5 w Skoczowie i Zakład Zabezpieczenia Ruchu i Łączności w Katowicach.
30 grudnia 1974 roku oddano do użytku zelektryfikowaną linię kolejową nr 146 Wyczerpy – Siemkowice (48 km). 2 grudnia 1975 roku rozpoczęto etapową elektryfikację linii Zduńska Wola – Ostrów Wlkp. – Oleśnica (171 km). Odcinek Zduńska Wola – Sieradz (17 km) – 30 września 1975 roku. Wówczas cała trasa kolejowa z Warszawy do Wrocławia została zelektryfikowana. Utworzono bezpośrednie połączenie trakcji elektrycznej między regionami gospodarczymi Wrocławia, Wałbrzycha i Jeleniej Góry z Warszawą.
2 grudnia 1975 roku uruchomiono trakcję elektryczną na linii Kraków – Zakopane (135 km). Odcinek Kraków – Skawina został oddany do użytku 12 listopada 1970 roku, a Skawina – Sucha Beskidzka 17 lipca 1974 roku.
31 grudnia 1974 roku na całej długości trasy Tarnowskie Góry – Kalety – Kluczbork – Ostrów Wlkp. zaczęły kursować pociągi elektryczne. Na linii kolejowej nr 272 Ostrów Wielkopolski – Poznań (203 km) sieć trakcyjną uruchomiono 31 grudnia 1974 roku. Na odcinku Kluczbork – Ostrów Wielkopolski sieć trakcyjną uruchomiono wcześniej, tj. 7 września 1973 roku. Elektryfikacja w/w linii stworzyła drugie połączenie elektryczne Śląska z Poznaniem, a wkrótce trakcję elektryczną wprowadzono na kolejnych elementach tras portowych: Poznań – Inowrocław (101 km) w dniu 14 grudnia 1976 roku i Jarocin – Gniezno (65 km).
Na początku lat 70. PKP zamówiło w Skodzie i Nowoczerkaskich Zakładach Budowy Elektrowozów osiemdziesiąt elektrycznych dwuczłonowych lokomotyw towarowych. Pierwsze PKP otrzymała lokomotywy z Czechosłowacji. Była to seria ET40 w liczbie trzydziestu sztuk, która była również pierwszą serią lokomotyw dwuczłonowych w Polsce. Wówczas dostawa elektrowozów z ZSRR była opóźniona co spowodowało zakup kolejnych trzydziestu egzemplarzy. Ponadto w 1977 roku rozpoczęto krajową produkcję seryjną lokomotyw 203E w HCP Poznań opartych na konstrukcji maszyn serii EU07, którym PKP nadało oznaczenie ET41. Ostatecznie w 1978 roku do Polski dotarły pierwsze trzy lokomotywy ze Związku Radzieckiego, których dostawy pięćdziesięciu egzemplarzy trwały do 1982 roku. Otrzymały oznaczenie ET42 i były najsilniejszymi lokomotywami eksploatowanymi przez PKP.
W latach 1975–1977 pociągi elektryczne wprowadzano zgodnie z podanymi terminami także na liniach lub odcinkach:
- 22 Koluszki – Żakowice – Tomaszów Mazowiecki – Radzice – Radom 123 km, 29 maja 1976 roku.
- 143 Lubliniec – Opole 60 km, jako uzupełnienie połączenia Częstochowa – Herby – Opole w dniu 18 grudnia 1976 roku.

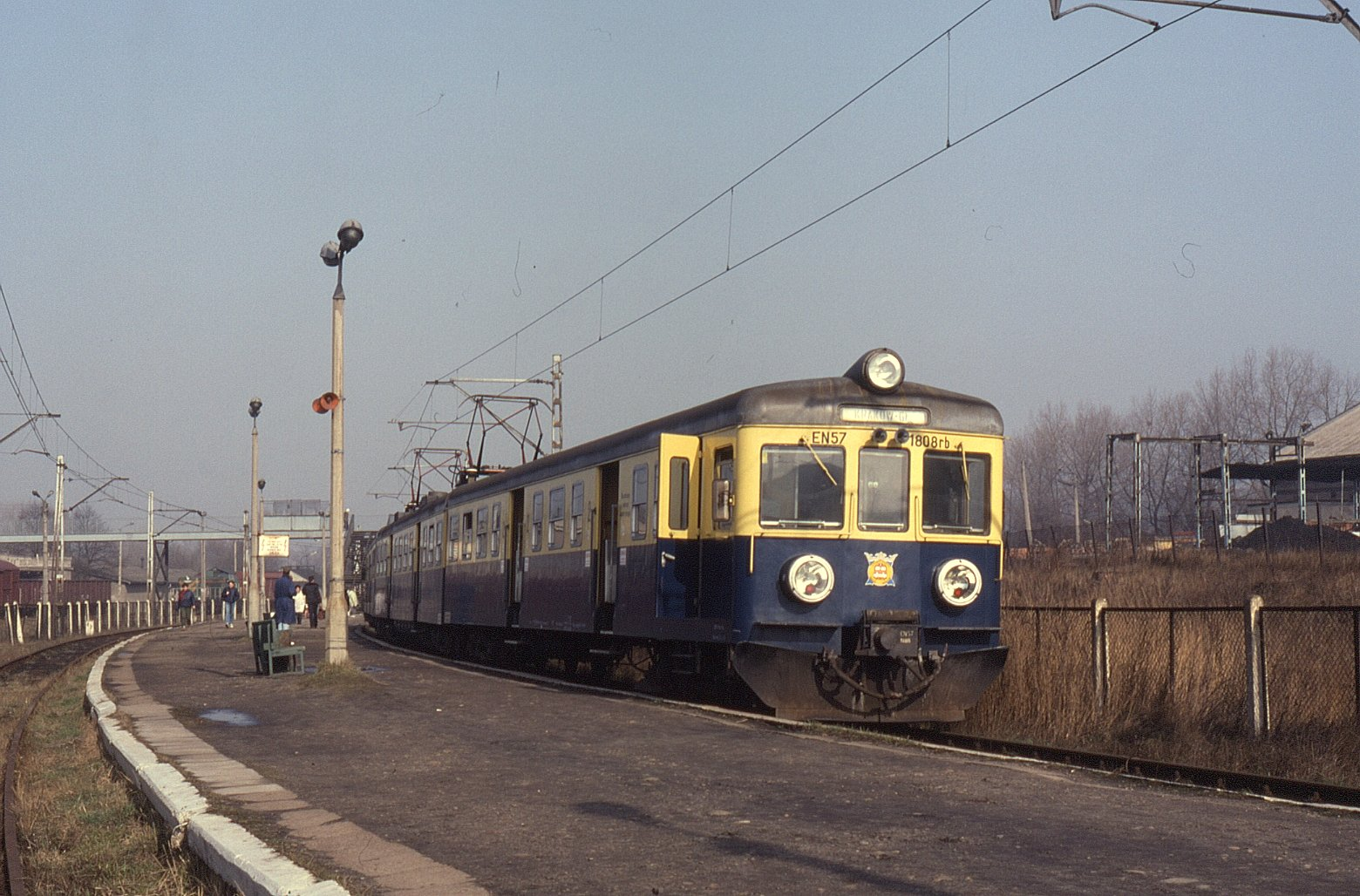
Jednostka EN57-1808 na stacji kolejowej w Wieliczce 22 marca 1994 roku

W latach 1970–1977 wybudowano linię kolejową nr 4 będącą Centralną Magistralą Kolejową, którą elektryfikowano etapami:
- Zawiercie – Włoszczowa 68 km, 31 maja 1975 roku.
- Włoszczowa – Idzikowice 73 km 30 grudnia 1975 roku.
- Idzikowice – Grodzisk Mazowiecki 80 km 23 grudnia 1977[35].

Dodatkowo linia Tomaszów Mazowiecki – Idzikowice – Radom została elektryfikowana. Prace zakończyły się 29 maja 1976 roku.

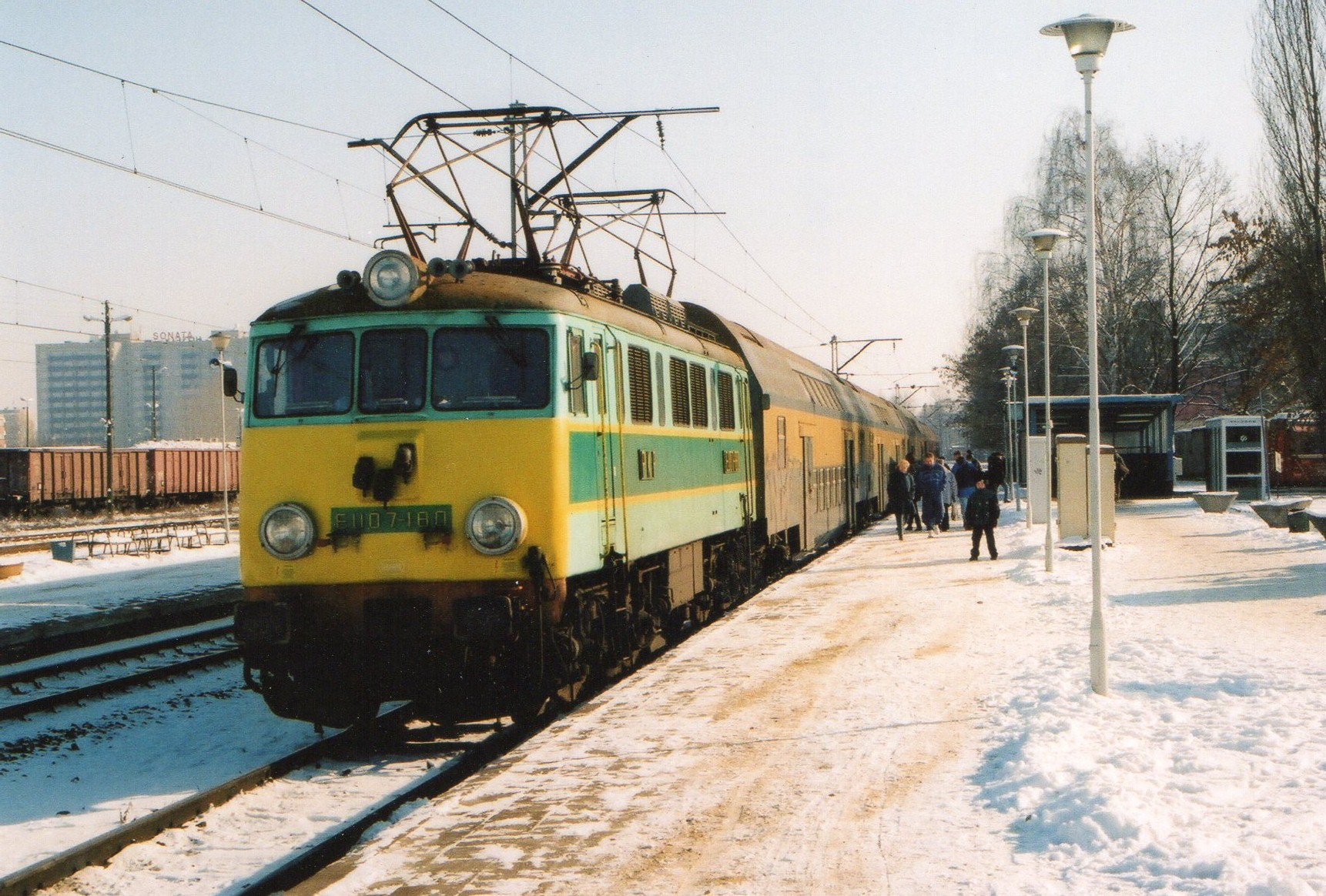
EU07-180 na stacji kolejowej w Konin w lutym 2001 roku

11 lipca 1977 roku rozpoczęto prace nad elektryfikacją linii kolejowej nr 351 na odcinku Witkowo Pyrzyckie – Stargard Szczeciński. Były to prace związane z projektem elektryfikacji magistrali Poznań – Szczecin oraz pierwsza elektryfikowana linia w pomorskiej DOKP Szczecin. Całość inwestycji ukończono w 1978 roku. Elektryfikacja linii odbywała się w następujących etapach:
- Poznań – Rokietnica, 27 maja 1975 roku.
- Rokietnica – Krzyż, 10 września 1977 roku.
- Krzyż – Choszczno, 21 czerwca 1978 roku.
- Choszczno – Szczecin, 15 grudnia 1978 roku.

Po gruntownej modernizacji trasa Szczecin Dębie – Świnoujście stała się linią dwutorową. 15 grudnia 1980 roku zakończono jej elektryfikację (odcinek Szczecin Dąbie – Goleniów, 23 km zelektryfikowano wcześniej – 21 grudnia 1979 roku), a 11 września 1982 roku otwarto sąsiednie zelektryfikowane połączenie Wysoka Kamieńska – Kamień Pomorski, 17 km.
Ponadto w latach 1971–1981 rozbudowano elektryfikację magistrali tranzytowej wschód-zachód oddając do użytku następujące odcinki:
- 3 Poznań – Zbąszynek 76 km, 20 grudnia 1979 roku.
- 2 Łuków – Biała Podlaska, 52 km, 20 grudnia 1979 roku.
- 2 Biała Podlaska – Terespol 37 km, 30 grudnia 1980 roku.
- 2 Terespol – granica państwa 2 km, 2 marca 1981 roku.

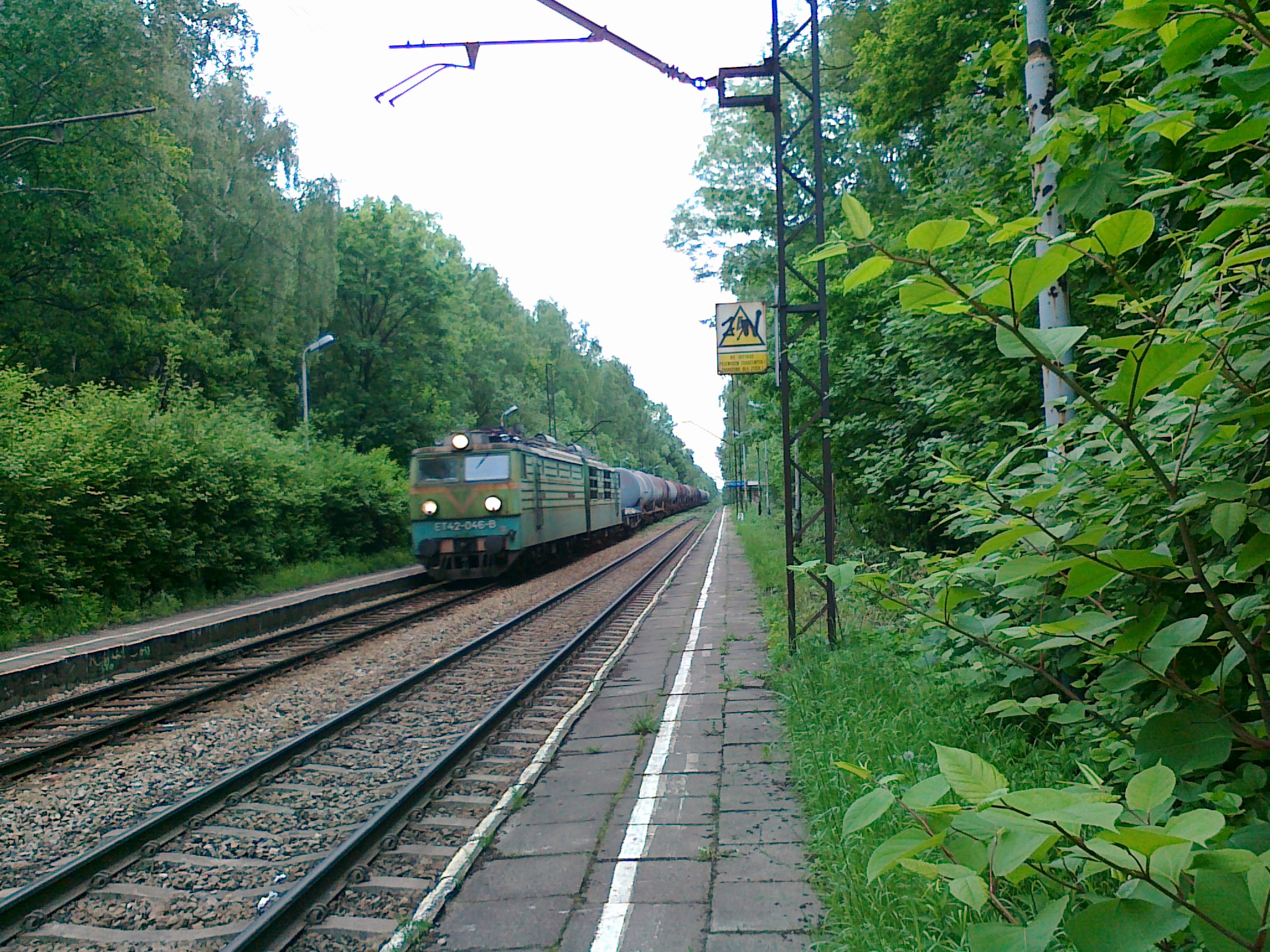
ET42-046 w Bytomiu Północnym

W 1981 roku uruchomiono następujące zelektryfikowane linie i odcinki:
- 16 Zgierz – Kutno 57 km, 30 Maja.
- 181 Herby – Wieluń – Kępno 102 km, 24 października.

W latach 1981–1982 rozpoczęto elektryfikację linii kolejowej nr 6 z Warszawy do Białymstoku oraz linii kolejowej nr 29 z Tłuszcza do Ostrołęki na których prace odbywały się w następujących etapach:
- 6 Tłuszcz – Łochów 21 km, 22 grudnia 1981 roku.
- 6 Łochów – Małkinia 30 km, 10 września 1982 roku.
- 29 Tłuszcz – Wyszków 21 km, 13 września 1982 roku.

Po kompleksowej przebudowie 23 grudnia 1982 roku oddano do użytku elektryfikację tzw. 101-kilometrowej linii nadodrzańskiej Wrocław – Głogów – Zielona Góra – Rzepin – Szczecin Głogów (Wróblin Głogowski). W tym samym okresie zelektryfikowano również następujące odcinki i linie kolejowe:
- 68 Lublin – Zemborzyce 9 km, 15 kwietnia 1976 roku.
- 7 Lublin – Świdnik 12 km, 20 grudnia 1981 roku.
- 25 Skarżysko-Kamienna – Wąchock 12 km, 10 września 1982 roku.
- 406 Szczecin – Trzebież Szczeciński 28 km, 23 grudnia 1982 roku.

Zelektryfikowano także wiele linii kolejowych w południowej Polsce:
- 103 Trzebinia – Bolęcin 5 km, 30 czerwca 1982 roku.
- 93 Oświęcim – Trzebinia 25 km, 30 kwietnia 1973 roku.
- 138 Oświęcim – Mysłowice 23 km, 20 grudnia 1981 roku.
- 148 159 157 Rybnik – Żory – Chybie 42 km, 27 grudnia 1973 roku.
- 131 127 Chorzów Batory – Tarnowskie Góry 28 km, 23 maja 1974 roku.
- 157 190 191 Chybie – Skoczów – Goleszów – Wisła Głębce 42 km, 23 grudnia 1974 roku.
- 179 883 Bieruń Stary – Lędziny – Krasowy – Mąkołowiec 28 km, 28 grudnia 1974 roku.
- 153 Rudzieniec Gliwicki – Trzonek Północny 17 km
- 137 Katowice Ligota – Kochanowice – Gliwice 29 km, 8 września 1977 roku.
- 140 Katowice Ligota – Orzesze – Leszczyny – Rybnik 40 km.
- 169 159 Tychy – Orzesze Jaśkowice – Żory 31 km, 30 grudnia 1978 roku.
- 132 Pyskowice – Zabrze Mikulczyce – Zabrze Biskupice 17 km, drugie zelektryfikowany ciąg Śląsk – Opole – Wrocław 31 grudnia 1979 roku.
- 132 147 141 Bytom/Bytom Karb – Zabrze Biskupice – Gliwice/Zabrze Makoszowy 25 km, 23 grudnia 1980 roku.
- 144 684 Tarnowskie Góry – Tworóg Brynek – Borowiany – Krupski Młyn 23 km, 22 grudnia 1980 roku.
- 158 Niedobczyce – Wodzisław Śląski 9 km, 17 listopada 1981 roku.
- 178 Zabrze Mikulczyce – Tworóg Brynek 21 km, 8 września 1982 roku.
- 148 Żory – Pszczyna 22 km, 15 września 1982 roku.
- 151 Nędza – Racibórz 9 km, 23 grudnia 1982 roku.

### 1980–1989
Na początku lat 80. PKP zakończyła eksploatację NRD-owskich lokomotyw elektrycznych serii EU04 i EU20 z lat 50., których zastąpienie było możliwe dzięki masowym dostawom nowych lokomotyw elektrycznych, w tym również uruchomienie produkcji seryjnej modelu typu 303E w zakładach HCP Poznań.
29 grudnia 1982 roku zelektryfikowano linię kolejową nr 190 na odcinku Bielsko-Biała Główna – Skoczów w czasie sześciu miesięcy po którym tego dnia o godzinie 8:55 przejechał pierwszy pociąg w trakcji elektrycznej z udziałem jednostki EN57-029. W inwestycji udział brało dwóch wykonawców. Głównym wykonawcą był Zakłady Robót Elektryfikacyjnych w Warszawie, a pozostałym Przedsiębiorstwo Robót Kolejowych nr 5 z Katowic. Koszt inwestycji wyniósł 260 mln zł, jednak uruchomienie sieci trakcyjnej nastąpiło dopiero 1 lutego 1983 roku.
28 maja 1983 roku oddano do użytku sieć trakcyjną na odcinku Goleszów – Cieszyn. Ze względu na zbyt małe rozmiary, uniemożliwiające prawidłową instalację sieci, podczas prac zlikwidowano wiadukt w przysiółku Targoniny, pomiędzy Bażanowicami a Dzięgielowem. Inny wiadukt, nad ul. Bielską w Cieszynie, został podniesiony o 40 cm z wykorzystaniem ciężkich dźwigów. 7 września 1983 roku zelektryfikowano linię kolejową nr 90 Zebrzydowice – Cieszyn. Wykonawcą obu inwestycji było Przedsiębiorstwo Robót Kolejowych nr 8 z Wrocławia oraz Kieleckie Przedsiębiorstwo Robót Mostowych.
10 października 1983 roku zelektryfikowano dziewiętnastokilometrowy odcinek Siedlce – Mordy. Był to początkowy etap planowanej do późniejszej realizacji elektryfikacji całej linii Siedlce – Czeremcha (91 km). Jednak elektryfikacja nigdy nie została ukończona.
20 grudnia 1983 roku uruchomiono trakcję elektryczną na odcinku Toruń – Inowrocław (35 km). 31 maja 1984 roku odcinek Poznań – Zbąszynek – Rzepin (74 km) został zelektryfikowany. Stanowił ostatni zelektryfikowany fragment trasy biegnącej z Terespola do Rzepina. 1 czerwca 1984 roku oddano do użytku sieć trakcyjną na linii Lublin – Dorohusk, której pierwszy odcinek był już zelektryfikowany od Lublina do Świdnika. Na linii kolejowej nr 7 na odcinku Świdnik – Chełm – Dorohusk (83 km).
29 grudnia 1984 roku oddano do użytku dodatkowo zelektryfikowany odcinek Rejowiec – Żulin (9 km). 20 lipca 1984 roku oddano do użytku sieć trakcyjną na odcinku Toruń – Bydgoszcz (45 km). 30 września 1984 roku oddano do użytku zelektryfikowany odcinek Florek – Płock (46 km), przedłużony 27 listopada 1984 roku o odcinek Płock – Płock Trzepowo (6 km). 21 grudnia 1985 roku wprowadzono trakcję elektryczną na całej linii Kutno – Toruń Główny (106 km) wraz z przyległą linią kolejową nr 245 Aleksandrów Kujawski – Ciechocinek (7 km). Na odcinkach Toruń – Aleksandrów Kujawski (17 km) i Aleksandrów – Ciechocinek (7 km) trakcję elektryczną wprowadzono – 31 maja 1985 roku i 28 maja bieżącego roku. Trwająca od 1982 roku elektryfikacja ciągi Wrocław – Głogów – Zielona Góra – Rzepin – Kostrzyn – Szczecin (342 km) była oddawana w następujących etapach:
- Wrocław – Głogów (Wróblin Głogowski) 101 km, 23 grudnia 1982 roku.
- Wróblin Głogowski – Czerwieńsk 58 km, 23 grudnia 1983 roku.
- Szczecin – Dolna Odra 20 km, 27 grudnia 1983 roku.
- Czerwieńsk – Rzepin 57 km, 19 grudnia 1984 roku.
- Rzepin – Dolna Odra 106 km, 28 maja 1985 roku.

9 grudnia 1985 roku uruchomiono trakcję elektryczną na trasie Warszawa – Gdańsk o długości 235 km, z jednoczesnym uruchomieniem trakcji elektrycznej na odnodze Malbork – Elbląg (29 km) – 20 lipca 1985 roku, a w 1986 roku linia Działdowo – Olsztyn (83 km). Odcinek Tczew – Gdańsk został zelektryfikowany już w 1969 roku w ramach elektryfikacji magistrali węglowej, odcinek Warszawa – Nasielsk w 1972 roku w ramach elektryfikacji rejonu WWK.
Elektryfikacja odcinków przebiegała następująco:
- Tczew – Malbork 18 km, 30 września 1983 roku.
- Nasielsk – Ciechanów 38 km, 21 września 1984 roku.
- Malbork – Iława 69 km, 30 czerwca 1985 roku.
- Ciechanów – Działdowo 50 km, 28 września 1985 roku.
- Działdowo – Iława 60 km, 19 października 1985 roku.

Aby przyspieszyć elektryfikację tego ważnego szlaku komunikacyjnego, prace prowadzono równolegle po obu stronach linii, od strony Tczewa i od strony Nasielska. W środkowej części Działdowa – Iławy spotykały się dwa fronty pracy. 7 października 1985 r. wprowadzony w 1982 r. ruch trakcji elektrycznej na odcinku Tłuszcz – Wyszków został przedłużony do Ostrołęki (54 km). Kolejnym ważnym ciągiem komunikacyjnym, którego elektryfikację zakończono w 1986 roku, była linia Warszawa – Białystok – Kuźnica Białostocka. Odcinek Warszawa – Tłuszcz został zelektryfikowany już w 1952 roku w ramach elektryfikacji WWK. Trasa Tłuszcz – Białystok – Kuźnica Białostocka linii kolejowej nr 6 (199 km). Prace obejmowały następujące odcinki:
- Tłuszcz – Łochów 21 km, 22 grudnia 1981.
- Łochów – Małkinia 30 km, 20 września 1982.
- Małkinia – Łapy 67 km, 29 września 1983 roku.
- Łapy – Białystok 23 km, 13 grudnia 1983 roku.
- Białystok – Kuźnica Białostocka 58 km, 10 września 1986 roku.

21 grudnia 1985 roku zakończono elektryfikację trasy Wrocław – Legnica – Bolesławiec – Węgliniec o długości 123 km. Etapy tej elektryfikacji wyglądały następująco:
- 275 Wrocław Leśnica – Legnica – Miłkowice 61 km, 23 grudnia 1984 roku.
- 282 Miłkowice – Węgliniec 62 km, 21 grudnia 1985 roku.

30 maja 1986 roku linia ta zostaje zakończona drugim połączeniem z trakcją elektryczną z Jelenią Górą przez Lubań Śl. (odcinek Węgliniec – Lubań Śl. – Jelenia Góra o długości 74 km) oraz odcinek w zagłębiu miedziowym Legnica – Rudna Gwizdanów o długości 39 km. 28 maja 1986 r. elektryfikacja linii Kraków – Tarnów – Nowy Sącz – Krynica dociera do Marcinkowic koło Nowego Sącza (odcinek Tarnów – Stróże – Nowy Sącz – Marcinkowice o długości 96 km). Elektryfikację Krynicy zakończono w 1987 roku. Linię kolejową nr 96 elektryfikowano etapami obejmującymi:
- Tarnów – Tuchów 19 km, 30 listopada 1984 roku.
- Tuchów – Gromnik 10 km, 23 sierpnia 1985 roku.
- Gromnik – Grybów 67 km, 2 lutego 1986 roku[49][50].
- Grybów – Nowy Sącz 37 km, 28 maja 1986 roku[49][50].
- Nowy Sącz – Muszyna 52 km, 26 września 1987 roku[49][50].
- Muszyna – Leluchów – granica państwa 7 km, 27 listopada 1987 roku[49][50].

Ponadto 28 maja 1986 roku zelektryfikowano przyległy odcinek Marcinkowice – Nowy Sącz linii kolejowej nr 104 oraz przyległą linię kolejową nr 105 Muszyna – Krynica dnia 26 września 1987 roku.
W 1986 roku przeprowadzono elektryfikację następujących linii kolejowych:
- 202 Stargard Szczeciński – Runowo Pomorskie 45 km, 15 grudnia.
- 139 Żywiec – Zwardoń 37 km, 12 grudnia.
- 358 Zbąszynek – Czerwieńsk 44 km, 10 grudnia.
- 230 Wejherowo – Rybno Kaszubskie 13 km, 25 maja 1985 roku.

W okresie lat 1983–1986 w węźle katowickim dokonuje się elektryfikacji uzupełniających odcinków, która wyglądała następująco:
- 175 Fosowskie – Kluczbork 37 km, 29 grudnia 1983 roku.
- 172 Orzesze – Gierłatowice 11 km, 29 grudnia 1983 roku.
- 158 Wodzisław Śl. – Chałupki – granica państwa 19 km, 21 grudnia 1984 roku.
- 149 Zabrze Makoszowy – Gierłatowice – Leszczyny 23 km, lata 1984–1986.
- 170 Zebrzydowice – Jastrzębie-Zdrój Moszczenica 13 km, 29 września 1985 roku.
- 151 Racibórz – Chałupki 20 km, 19 grudnia 1986 roku.

12 września 1986 roku odcinek Warszawa Gdańska – Warszawa Czyste został zelektryfikowany. 30 września 1987 roku zelektryfikowano linię kolejową nr 311 na odcinku Jelenia Góra – Szklarska Poręba Górna.
28 maja 1988 roku zelektryfikowano odcinek Rzepin – Kunowice – Granica państwa, co ostatecznie zakończyło elektryfikację linii kolejowej nr 3 stanowiącej obecnie główny korytarz kolejowy E 20. Ówcześnie był to szlak tranzytowy między ZSRR a NRD.
W 1988 roku zelektryfikowano linię kolejową nr 284 na odcinku Legnica – Jerzmanice-Zdrój oraz linię kolejową nr 312 na odcinku Jerzmanice-Zdrój – Krzeniów II w celu lepszej obsługi pociągów towarowych do kopalni bazaltu w Wilkowie.
W 1989 roku zelektryfikowano następujące odcinki:
- 202 Wejherowo – Słupsk 91 km, 7 września.
- 68 Stalowa Wola Rozwadów – Rudnik nad Sanem – Przeworsk 75 km, do 1 grudnia.
- 18 Bydgoszcz Główna – Piła Główna, 23 grudnia.
- 405 Piła Główna – Szczecinek 71 km, 30 grudnia.

## III Rzeczpospolita

### Lata 90.
30 czerwca 1990 roku zelektryfikowano linię kolejową nr 405 na odcinku Słupsk – Ustka. Planowano również elektryfikację odcinka Szczecinek – Słupsk, jednak do realizacji prac nigdy nie doszło.
W 1990 roku zelektryfikowano przygraniczny odcinek w Chałupkach na linii kolejowej nr 151. 16 stycznia 1991 roku zelektryfikowano linię kolejową nr 276 na odcinku Wrocław Główny – Kamieniec Ząbkowicki, a 17 czerwca bieżącego roku również odcinek Kamieniec Ząbkowicki – Kłodzko Główne. 26 maja 1994 roku zelektryfikowano odcinek Kłodzko Głównie – Międzylesie.
11 czerwca 1993 roku zelektryfikowano linię kolejową nr 104 na odcinku Chabówka – Rabka-Zdrój.
W 1994 roku zelektryfikowany został odcinek Cieszyn – Czeski Cieszyn na linii kolejowej nr 190 na którym pierwszy pociąg elektryczny obsługiwany jednostką elektryczną serii EN57 pojechał 1 marca 1995 roku.
Wraz ze zmianami ustrojowymi elektryfikacja polskich kolei zwolniła. W grudniu 1994 roku oddano do użytku sieć trakcyjną na linii kolejowej nr 220 Olsztyn Główny – Bogaczewo oraz linii kolejowej nr 204 na odcinku Elbląg – Bogaczewo. Była to ostatnia największa elektryfikacja kolei w Polsce w XX wieku. W 1995 roku zelektryfikowano szerokotorową linię kolejową nr 92 pod napięciem 3000 V prądu stałego, co umożliwiło samodzielny wjazd lokomotywom elektrycznym z pociągami międzynarodowymi kursującymi przez granicę ukraińską do Przemyśla bez konieczności użycia SM48 w trakcji podwójnej.
7 kwietnia 1995 roku w Warszawie nastąpiło uruchomienie pierwszej linii metra M1 do stacji Politechnika. Metro warszawskie jest zasilane napięciem 750 V prądu stałego z trzeciej szyny.

### Od lat 2000.

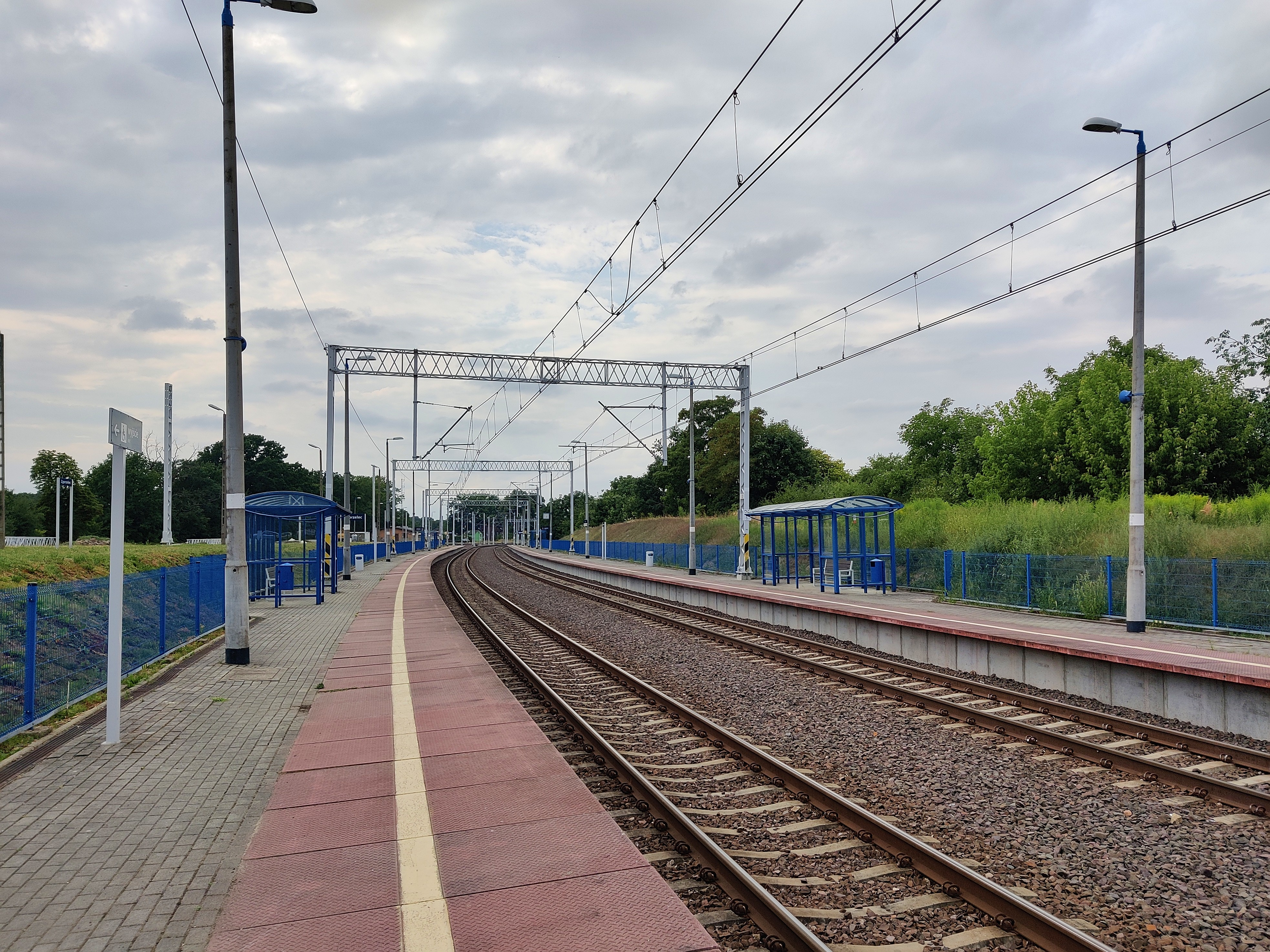
Stacja kolejowa Zgorzelec w lipcu 2022 roku

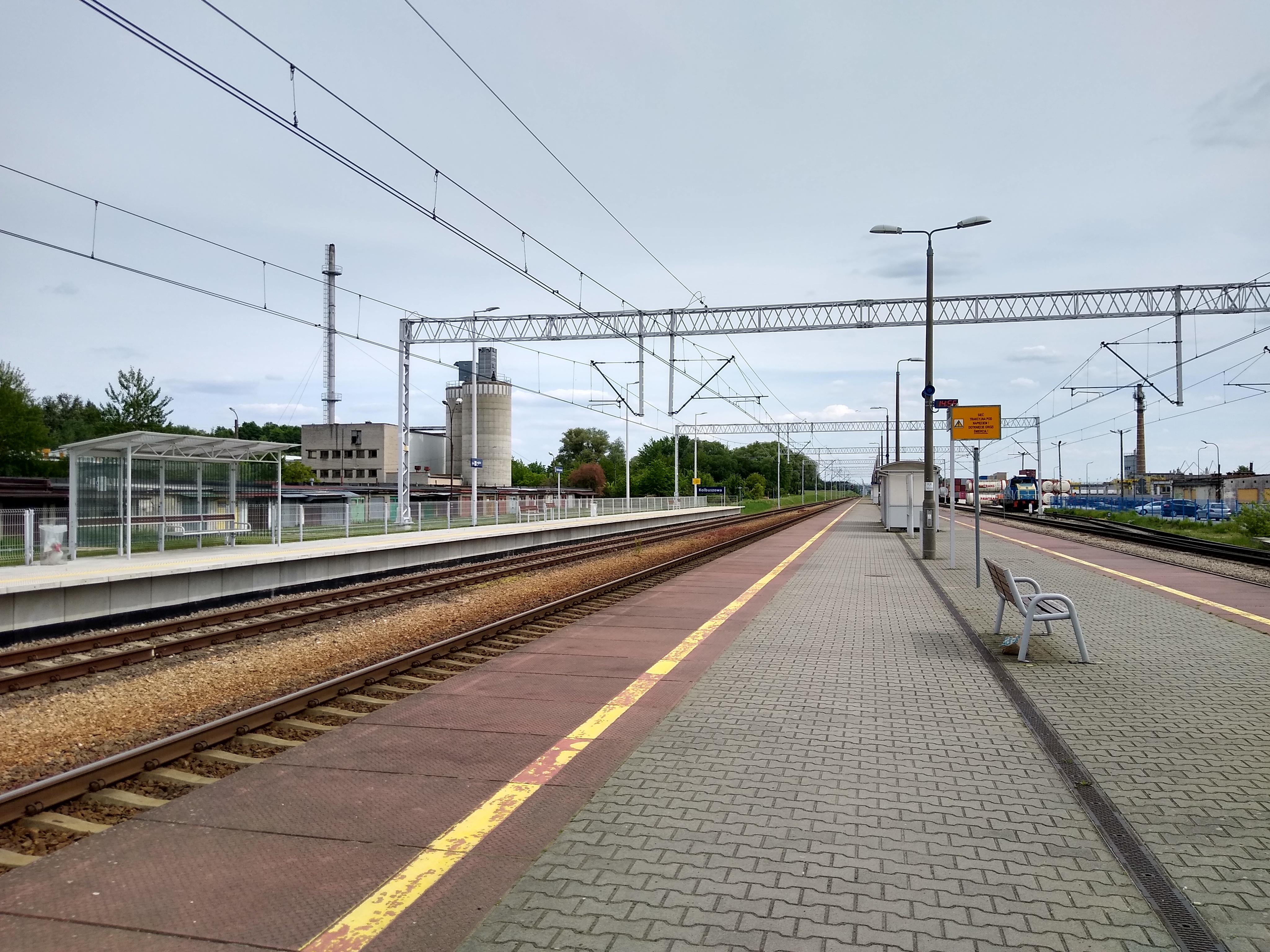
Stacja kolejowa Kolbuszowa w maju 2024 roku

W latach 2000. PKP przeprowadziła elektryfikację kilku linii przygranicznych z Niemcami, Republiką Czeską i Słowacją. 16 grudnia 2008 roku zelektryfikowano przygraniczny odcinek Międzylesie – Lichkov.
26 września 2013 roku PKP PLK podpisała umowę z włoską firmą Astaldi na modernizację i elektryfikację linii kolejowej nr 118 wraz z budową drugiego toru. Prace rozpoczęto w lutym 2014 roku w związku z czym 1 lutego zlikwidowano wszystkie połączenia pasażerskie do portu lotniczego Kraków-Balice, które dotychczas były obsługiwane szynobusami serii SA109 i SA133 należącymi do województwa, które wydzierżawiono pomorskiemu zakładowi PR. Prace trwały rok, a uroczyste otwarcie zelektryfikowanej linii nastąpiło 25 września 2015 roku, dzięki czemu w województwie małopolskim nie ma niezelektryfikowanych linii kolejowych na których byłby obsługiwany ruch pasażerski.
W dniu 28 maja 2016 roku nastąpiła zmiana zasilania Warszawskiej Kolei Dojazdowej z 600 V na 3000 V DC, co ostatecznie spowodowało wycofanie serii EN94 przez WKD oraz dostosowanie eksploatowanego taboru do standardowego zasilania. To również spowodowało rezygnację z zasilania 600 V na polskiej kolei.
Na początku 2017 roku ogłoszono przetarg na elektryfikację linii kolejowej nr 278 oraz krótkiego odcinka Zgorzelec – Granica państwa Linii kolejowej nr 274 w formie „zaprojektuj i zbuduj” będących częścią paneuropejskiego korytarza transportowego E 30. W październiku bieżącego roku do wykonania prac wybrano spółkę PKP Energetyka z którą umowę podpisano 24 listopada. Na początku września 2018 roku rozpoczęto prace, które trwały rok. 15 grudnia 2019 roku oddano do użytku sieć trakcyjną do Zgorzelca, co pozwoliło na uruchomienie bezpośrednich połączeń do Wrocławia bez konieczności podmiany taboru kolejowego w Węglińcu.
W marcu 2017 roku podpisano umowę na elektryfikację i modernizację linii kolejowej nr 68 na odcinku Lublin Zemborzyce – Stalowa Wola Rozwadów. Odcinek ten był już elektryfikowany pod koniec lat 80. od strony Stalowej Woli Rozwadów i miał być gotowy w 1994 roku, jednak prac wówczas nie ukończono. W lipcu 2017 roku rozpoczęto prace na linii, które trwały przez trzy lata. 13 grudnia 2020 roku oddano do użytku sieć trakcyjną na tym odcinku i ostatecznie zelektryfikowano całą linię kolejową nr 68.
16 listopada 2018 roku PKP PLK podpisała umowę z PKP Energetyką na elektryfikację linii kolejowej nr 71 Ocice – Rzeszów Główny. Na początku września 2019 roku rozpoczęto prace nad elektryfikacją, które zakończono w styczniu 2021 roku. 12 grudnia 2021 roku uruchomiono sieć trakcyjną na linii kolejowej nr 71, dzięki czemu pozwoliło to na utworzenie krótszej trasy z Warszawy do Rzeszowa dla pociągów TLK.
30 kwietnia 2021 spółka Pomorska Kolej Metropolitalna podpisała umowę z firmą Torpol na elektryfikację linii kolejowej nr 248 i 253, a 15 czerwca rozpoczęto elektryfikację Pomorskiej Kolej Metropolitalnej, która trwała dwa lata. 12 czerwca 2023 roku sieć trakcyjna została oddana do użytku.
10 grudnia 2023 roku zakończono elektryfikację linii kolejowej nr 182 Tarnowskie Góry – Zawiercie wraz z łącznicami nr 705 i 892 połączonej z modernizacją co pozwoliło na uruchomienie połączeń pasażerskich przez międzynarodowy port lotniczy Pyrzowice obsługiwanych przez Koleje Śląskie.
W lipcu 2022 roku wpisano do rejestrów zabytków warszawską lokomotywownię Olszynka Grochowska.

## Niezrealizowane plany elektryfikacji na prąd przemienny
Podczas realizacji elektryfikacji pojawiło wiele problemów natury technicznej i ekonomicznej związanej z elektryfikacją napięciem 3000 V DC spowodowały podjęcie dyskusji na temat wyboru nowego systemu zasilania trakcji elektrycznej. Już w 1956 roku podjęto dyskusję na temat celności elektryfikacji linii kolejowych na napięcie 25 kV AC. W lipcu 1957 roku na zlecenie Ministerstwa Komunikacji Biuro Projektów Elektryfikacji Kolei wykonało studium analizy możliwości i celowości zastosowania na PKP trakcji elektrycznej jednofazowym prądem zmiennym o częstotliwości przemysłowej 50 Hz.
W kwietniu 1959 roku został powołany międzyresortowy zespół roboczy, dzięki któremu wykonano szereg studiów i opracowań projektowych dotyczących elektryfikacji sieci kolejowej PKP. Wśród nich realizowano również projekty elektryfikacji na napięcie 25 kV prądu przemiennego, które miało występować obok podstawowego zasilania 3 kV prądu stałego. Do elektryfikacji na prąd przemienny wybrano linię kolejową nr 275 na odcinku Wrocław – Legnica o długości 50 km dla której opracowano wstępny projekt, a Ministerstwo Komunikacji złożyło zamówienie na 70 lokomotyw o napięciu zasilania 25 kV 50 Hz prądu przemiennego, które miały pracować na tej linii, ale żaden z krajowych producentów taboru kolejowego nie zdecydował się na budowę prototypu tych lokomotyw, uznając, że nie może ryzykować uruchomienia nowej produkcji dla tak małej serii. Ostatecznie anulowano projekt elektryfikacji odcinka Wrocław – Legnica, który w 1984 roku został zelektryfikowany do Miłkowic standardowym napięciem 3 kV prądu stałego.
W 1959 roku PKP próbowało przekonać Ministerstwo Komunikacji do zelektryfikowania linii kolejowej nr 131 na napięcie 25 kV 50 Hz prądu przemiennego, ale pomysł ten został odrzucony w związku z brakiem unfikacji taboru oraz spadkiem przewozów na Magistrali Węglowej.
W październiku 1960 roku BPEK opracowało studium pt. „Wybór odcinka próbnego na PKP do elektryfikacji prądem zmiennym o częstotliwości 50 Hz”, a w marcu 1961 roku opracowano studium porównania kosztów elektryfikacji linii kolejowej Kraków – Przemyśl – Medyka prądem stałym 3 kV i prądem zmiennym 25 kV 50 Hz. W maju bieżącego roku opracowano również studium porównawcze elektryfikacji linii Poznań – Szczecin prądem stałym 3 kV i prądem zmiennym 25 kV 50 Hz. Dyskusja na temat wprowadzenia zasilania 25 kV AC trwała osiem lat i została zakończona w 1965 roku przez Ministerstwo Komunikacji, które zdecydowało się na dalszą kontynuację elektryfikacji na napięcie 3 kV DC, konkludując:

Wprowadzenie nowego systemu mogłoby poważnie zaciążyć na tempie elektryfikacji, wymagałoby wielu punktów styku o wymianie dużej liczby pociągów. Budowa stacji stycznych z indywidualnym przełączaniem systemu zasilania i zmianą lokomotyw każdego pociągu byłaby bardzo kosztowna, a ze względu na konieczność rozbudowy stacji – w niektórych warunkach niemożliwa. […] Przeprowadzone badania wykazały, że w tych warunkach, mimo pewnych oszczędności na urządzeniach zasilających, łączne nakłady na elektryfikację i roboty towarzyszące byłyby dla nowego systemu większe niż odpowiednie nakłady związane z elektryfikacją systemem prądu stałego.

Do tematu elektryfikacji zasilaniem 25 kV AC wracano w latach 80., jednak wówczas większość linii kolejowych została już zelektryfikowana, a temat ten nie odegrał istotnego znaczenia dla rozwoju przyszłości elektryfikacji kolei.
Kolejne plany wprowadzenia systemu 25 kV AC na polskiej kolei dotyczyły projektu linii Y z przełomu lat 2000 i 2010, jednak projekt ten do dziś nie został zrealizowany.

## Obecne realizowane i przyszłe projekty elektryfikacji

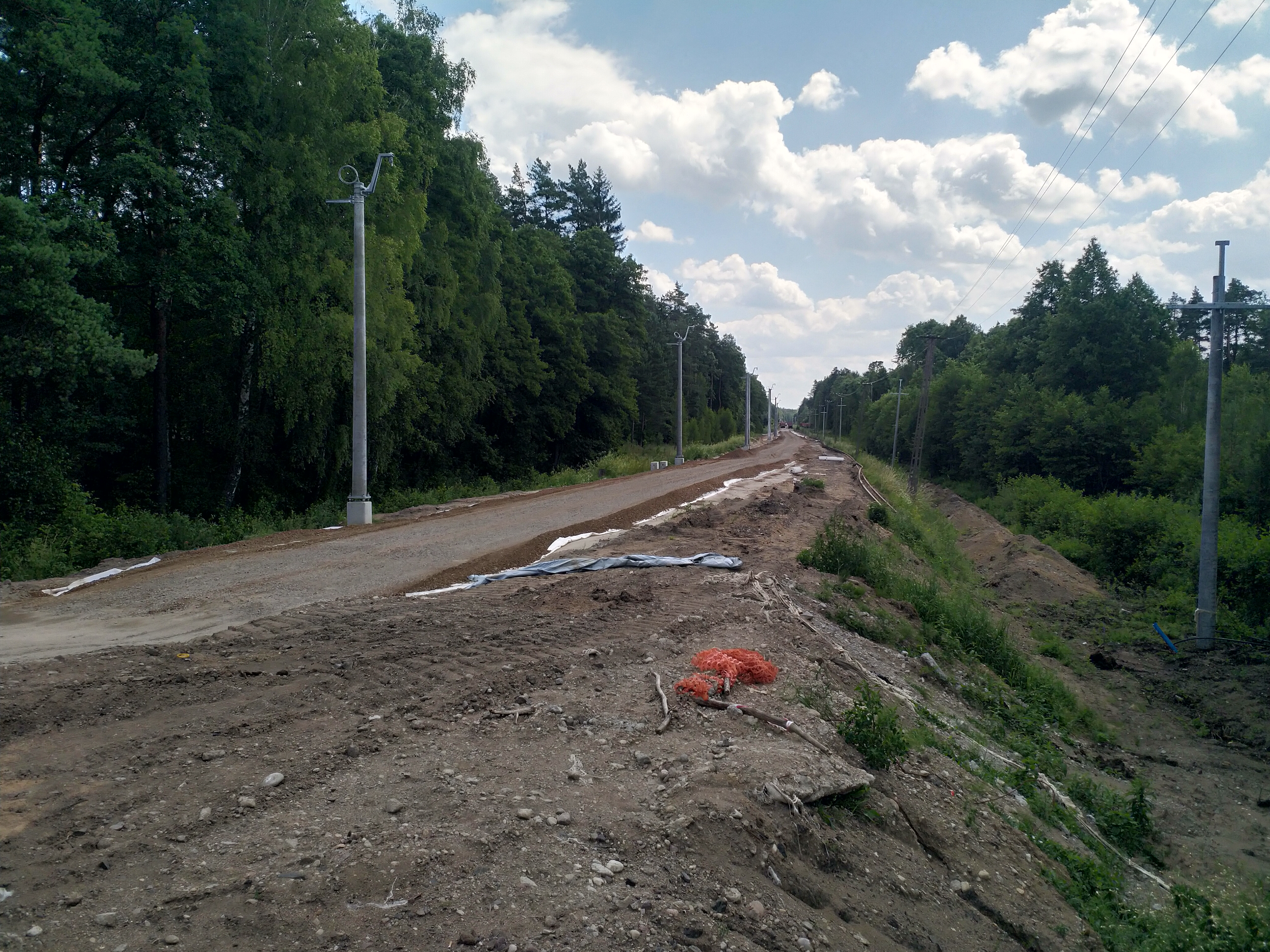
Odcinek Ełk – Giżycko linii kolejowej nr 38 podczas elektryfikacji w lipcu 2023

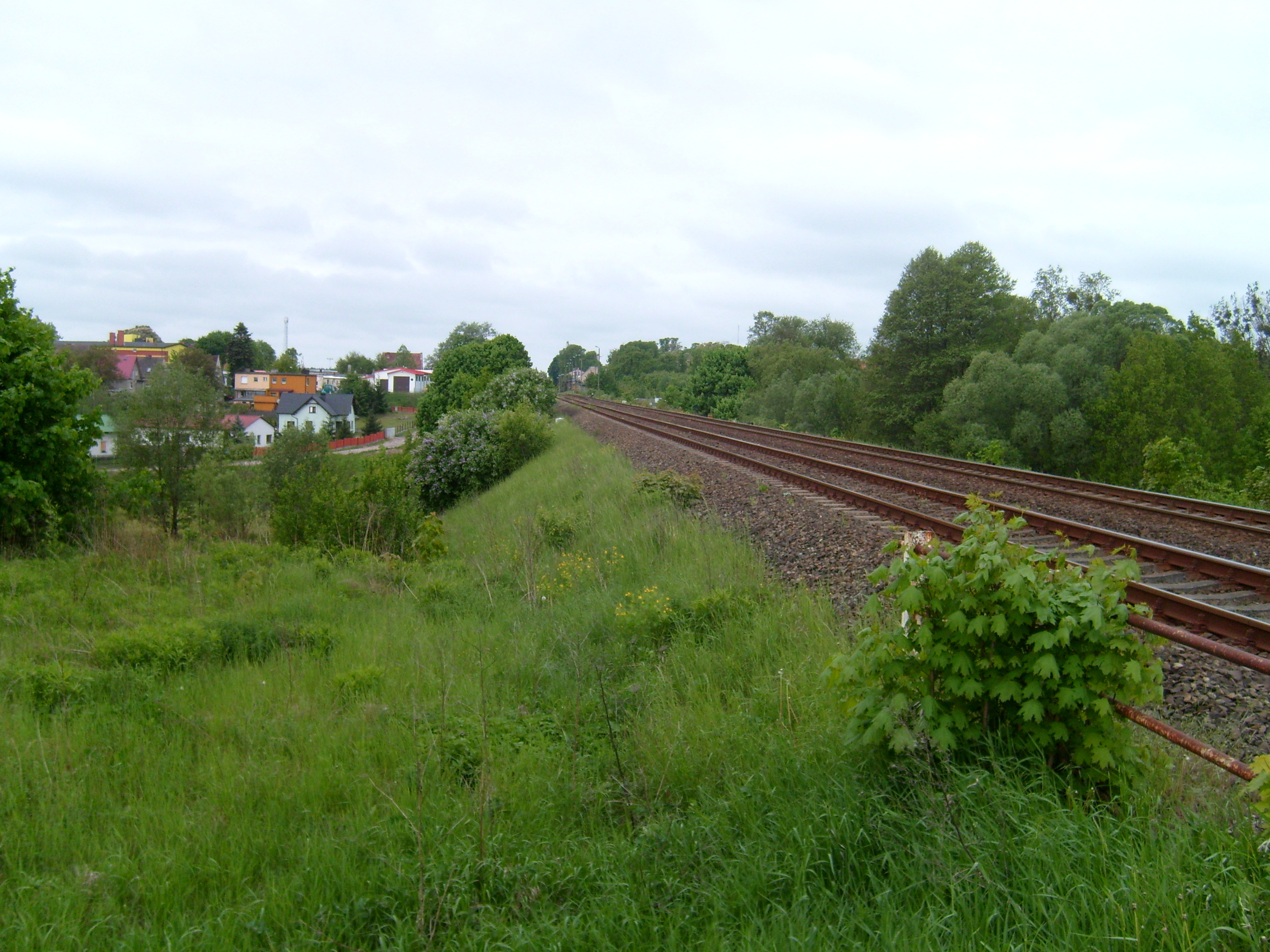
W latach 70. i 80. planowano elektryfikację linii kolejowej nr 203 Tczew – Kostrzyn wchodzącej w skład Pruskiej Kolei Wschodniej. Żaden z tych planów nie został zrealizowany. Obecnie PKP planuje elektryfikację linii w najbliższych latach.

W lipcu 2020 roku ogłoszono przetarg na modernizację i elektryfikację odcinka Ełk – Giżycko linii kolejowej nr 38 w ramach pierwszego etapu związanymi z pracami na odcinku Ełk – Korsze. Do przetargu wpłynęło jedenaście ofert z której to rok później wybrano ofertę Torpolu o wartości 681,3 mln zł jako najkorzystniejszą do realizacji prac, jednak wkrótce ofertę unieważniono, a do realizacji prac wybrano hiszpańsko-chińskie konsorcjum Aldesa Construcciones Polska, Aldesa Construcciones, Coalvi oraz China Civil Engineering Construction Corporation z którym umowa została podpisana 7 grudnia 2021 roku, co spowodowało również z kolei opóźnienie terminu pierwotnie planowanych rozpoczęcia prac. Prace rozpoczęto 13 marca 2022 roku, co spowodowało wprowadzenie na tym odcinku zastępczej komunikacji autobusowej oraz przekierowanie pociągów dalekobieżnych innymi trasami. W styczniu 2023 roku Komisja Europejska przyznała z Funduszu Spójności dotację 145 mln euro na sfinansowanie prac na odcinku Ełk – Giżycko.
4 maja 2022 roku ogłoszono przetarg na modernizację i elektryfikację odcinka Giżycko – Korsze, na którą umowę zawarto 2 października 2023 roku ze spółką Torpol. Koszt inwestycji wynosi 876 mln zł.
10 lutego 2022 roku PKP PLK ogłosiło przetarg na modernizację linii Chabówka – Nowy Sącz w połączeniu z elektryfikacją odcinka Rabka Zdrój – Marcinkowice i planowaną budową zelektryfikowanej linii kolejowej nr 622 i 623 Podłęże – Piekiełko. 22 lutego 2023 roku ogłoszono przetarg na zaprojektowanie i wykonanie prac budowlanych na odcinku Rabka Zaryte – Mszana Dolna na projektowanym kilometrze 6,100 (km istniejący 6,109) do km projektowanego 15,700 (km istniejący 15,721) w ramach którego planowane są budowy nowych peronów wraz z wykonaniem obiektów do obsługi podróżnych oraz elektryfikacją odcinka, a 5 kwietnia bieżącego roku ogłoszono na wykonanie prac na odcinku Limanowa – bocznica Klęczany. 11 maja podpisano umowy z wykonawcami na realizację prac. Zawarto umowę z Budimexem na realizację prac na odcinku Chabówka – Rabka Zaryte, oraz z konsorcjum Torpol i Intop Warszawa na prace na odcinku Klęczany – Nowy Sącz, w ramach których zrealizowana ma zostać elektryfikacja odcinków: Rabka-Zdrój – Rabka Zaryte, oraz Klęczany – Marcinkowice. We wrześniu 2023 roku rozpoczęto prace na odcinku Klęczany – Marcinkowice. 13 października 2023 roku podpisano umowę ze Strabagiem na modernizację i elektryfikację odcinka Rabka Zaryte – Mszana Dolna. W czerwcu 2024 roku rozpoczęto prace na odcinku Limanowa – Klęczany, który oprócz elektryfikacji obejmuje w większości budowę nowego odcinka o zmienionym przebiegu wraz z tunelem w Pisarzowej. Prace mają zostać zakończone do 2027 r.
17 października 2022 PKP PLK podpisała umowę z urzędem marszałkowskim województwa mazowieckiego w ramach programu Kolej+ na modernizację i elektryfikację linii kolejowej nr 34 na odcinku Małkinia – Ostrów Mazowiecka i 55 na odcinku Siedlce – Sokołów Podlaski. Inwestycja ta umożliwi na przywrócenie połączeń pasażerskich do obu miast, które utraciły je w 1993 roku. 10 października 2023 roku podpisano umowę na modernizację i elektryfikację linii kolejowej nr 55 z Sokołowa Podlaskiego do Siedlec.
Kolejnym projektem w ramach programu Kolej + jest modernizacja i elektryfikacja linii kolejowej nr 24 wraz z wydłużeniem do Bogumiłowa, co ma również pozwolić na przywrócenie połączeń pasażerskich do Bełchatowa. 16 grudnia 2022 roku PKP PLK podpisała umowę z urzędem marszałkowskim województwa łódzkiego na wykonanie prac o szacowanej wartości 662 mln zł. 24 lipca 2023 roku zawarto umowę z firmą TPF na realizację prac projektowych.
8 listopada 2022 roku w ramach programu Kolej + PKP PLK podpisała umowę z urzędem marszałkowskim na realizację elektryfikacji linii kolejowej nr 30 Łuków – Lublin Północny oraz na modernizację i elektryfikację linii kolejowej nr 69 i 72 Rejowiec – Zawada – Zamość Szopinek.
27 stycznia 2023 roku PKP PLK podpisała umowę z urzędem marszałkowskim województwa wielkopolskiego na modernizację i elektryfikację linii kolejowej nr 369 Czempiń – Śrem, oraz budowę zelektryfikowanej linii kolejowej Konin – Turek.
W planowanych zamierzeniach inwestycyjnych PKP PLK na lata 2021–2030 z perspektywą do 2040 roku przewidziana jest również elektryfikacja następujących linii:
1. 14 na odcinku Krotoszyn (Durzyn) – Leszno – Głogów.
2. 25 na odcinku Tomaszów Mazowiecki – Skarżysko Kamienna.
3. 27 Nasielsk – Sierpc – Lipno – Toruń.
4. 30 Łuków – Lublin Północny.
5. 31 Siedlce – Siemianówka.
6. 34 Małkinia – Ostrów Mazowiecka – Ostrołęka.
7. 102 Pikulice – Granica państwa.
8. 106 Rzeszów Główny – Jasło.
9. 107 Nowy Zagórz – Łupków.
10. 108 na odcinku Jasło – Nowy Zagórz – Krościenko.
11. 115 Tarnów – Szczucin.
12. 137 na odcinku Kędzierzyn Koźle – Legnica.
13. 201 na odcinku Maksymilianowo – Gdynia Główna.
14. 203 Tczew – Kostrzyn.
15. 208 na odcinku Jabłonowo Pomorskie – Brodnica, Laskowice Pomorskie – Grudziądz i Wierzchucin – Tuchola.
16. 215 na odcinku Laskowice Pomorskie – Bąk.
17. 229 na odcinku Podg. Glincz – Kartuzy i Lębork – Nowa Wieś Lęborska.
18. 274 na odcinku Lubań Śląski – Zgorzelec.
19. 287 Opole Zachodnie – Nysa.

### Projekt elektryfikacji linii należących do DSDiK
W ramach planowanych prac na linii kolejowej nr 372 związanych z przywróceniem ruchu pasażerskiego na odcinku Bojanowo – Góra Śląska DSDiK planuje elektryfikację linii.

### Projekt elektryfikacji linii CPK
Projekt budowy linii kolejowych dużych prędkości o zasilaniu 25 kV AC zakłada ich powstanie w ramach Centralnego Portu Komunikacyjnego i jest w fazie opracowywania dokumentacji technicznej. W październiku 2022 roku wybrano wykonawcę na opracowanie koncepcji podstacji trakcyjnych dla planowanych linii kolejowych mających powstać w ramach CPK.

## Podstawy techniczne i ekonomiczne oraz podsumowanie

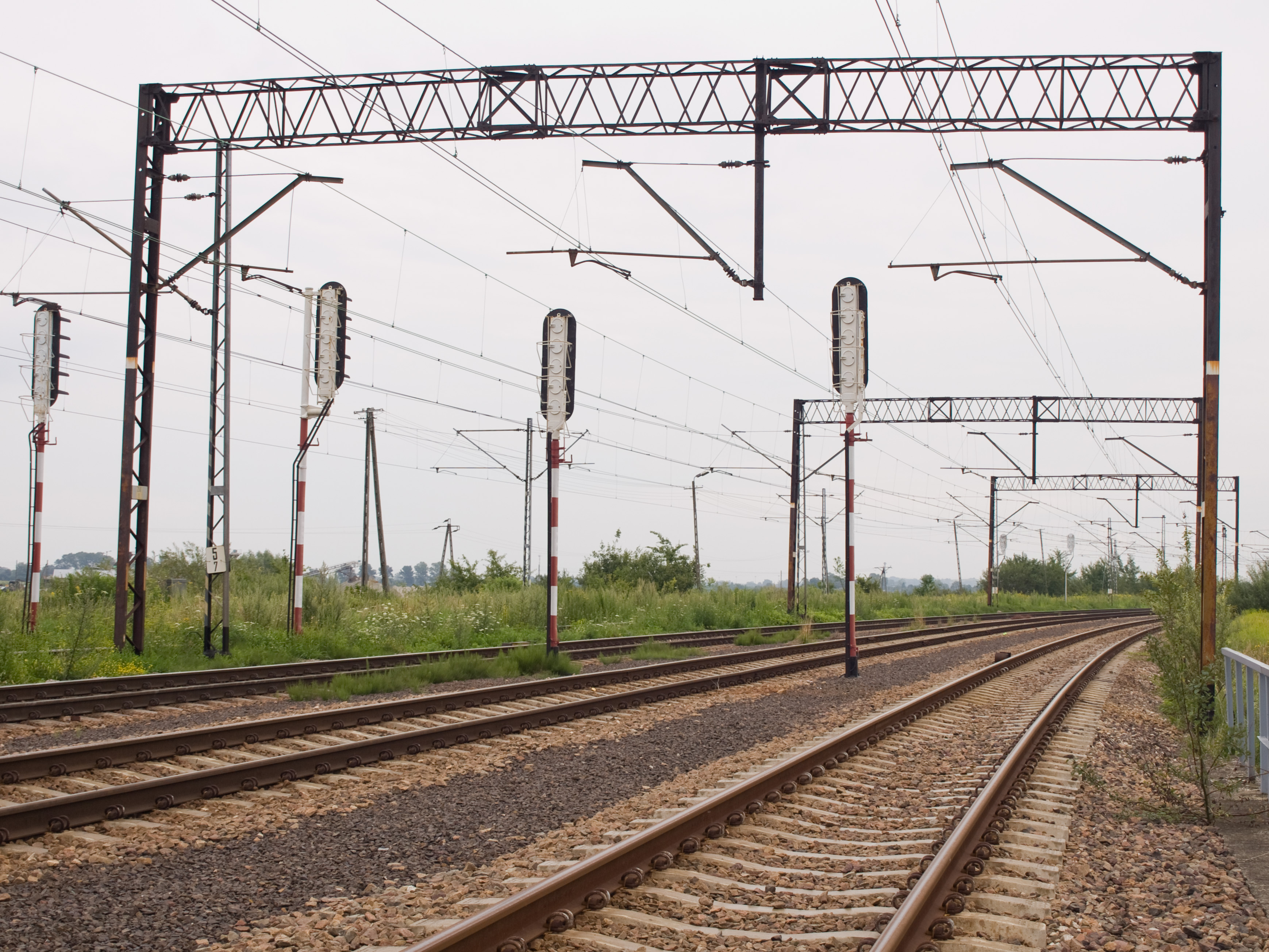
Kratownica sieci trakcyjnej z wysięgnikami teownikowymi

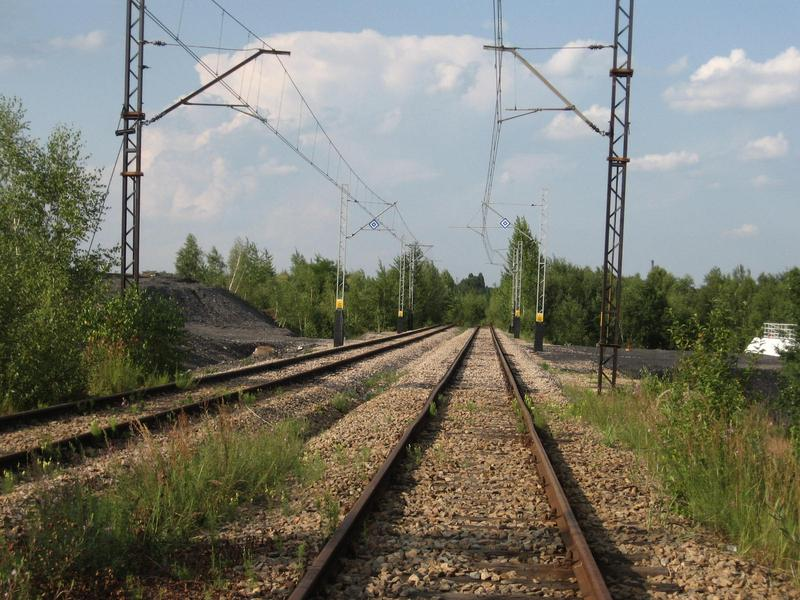
Słupy trakcyjne na linii kolejowej nr 149

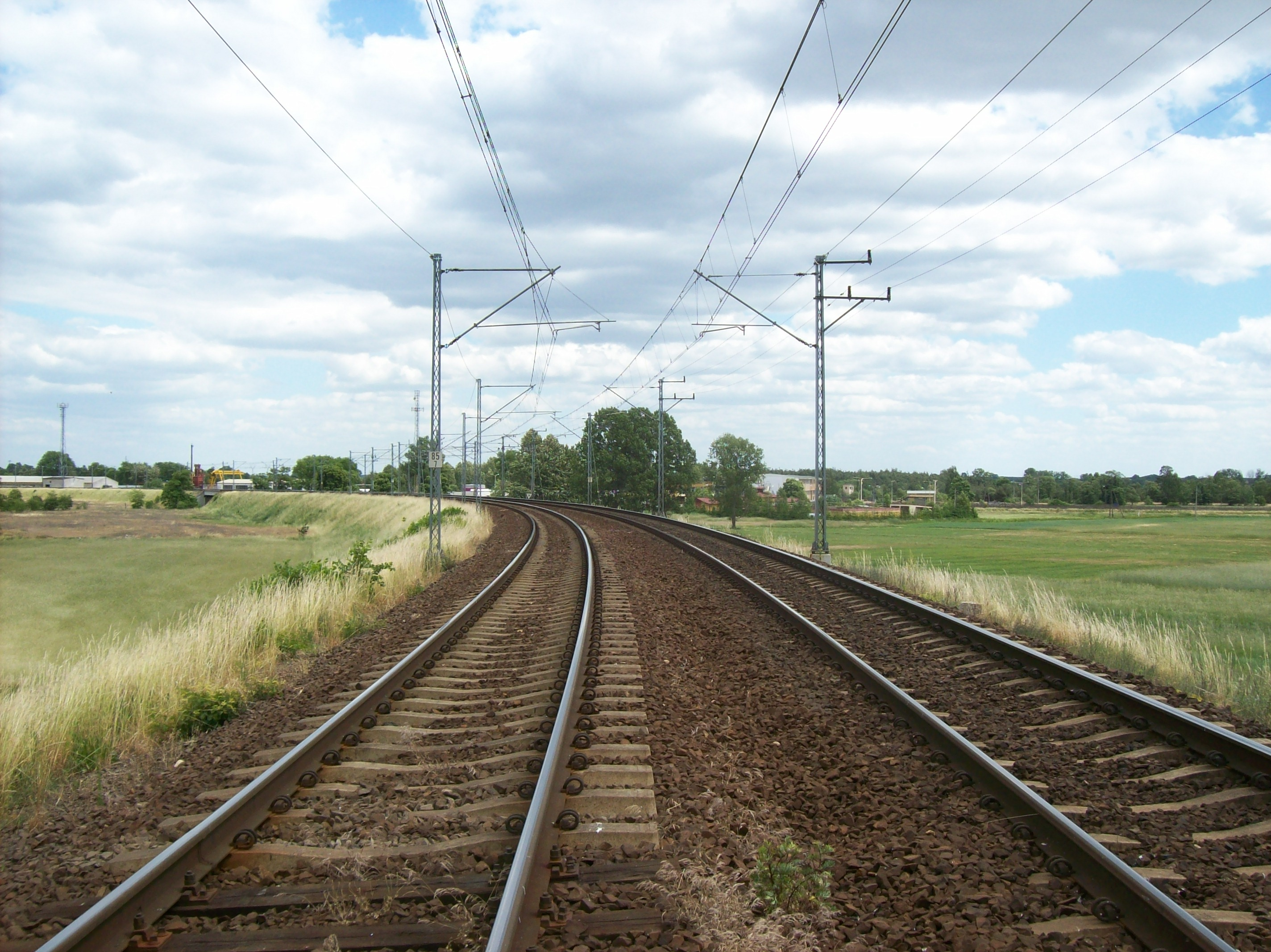
Nowe słupy sieci trakcyjnej na linii kolejowej nr 351 z wysięgnikami rurowymi. Widoczna po prawej jest linia potrzeb nietrakcyjnych (w skrócie LPN)

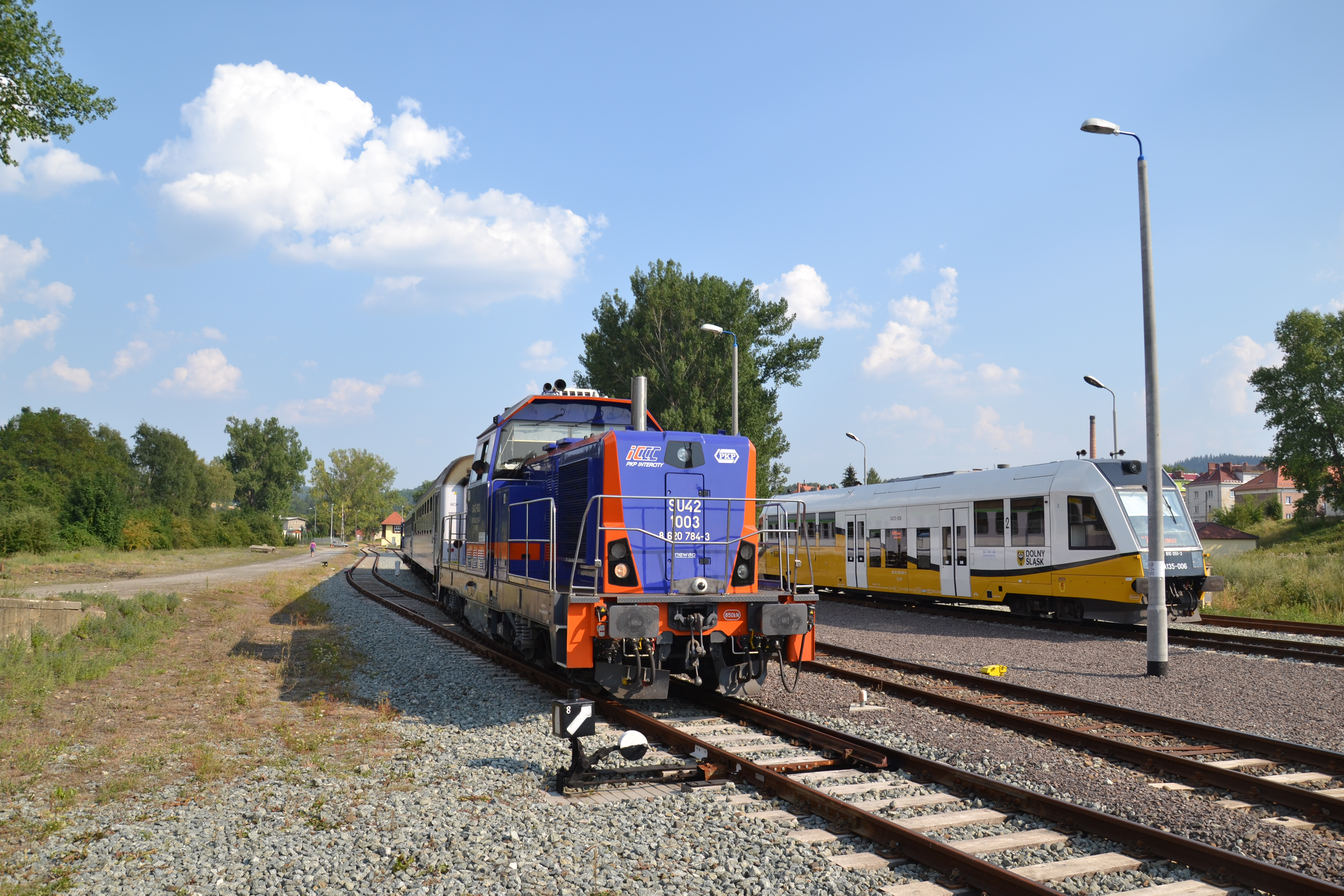
SU42 i SA135 w Kudowie-Zdroju. Oba pojazdy charakteryzują się nowszymi silnikami spalinowymi, które emitują mniejszą ilość spalin. Są alternatywą dla klasycznego taboru elektrycznego na liniach na których elektryfikacja nie jest opłacalna.

W początkowym okresie elektryfikacji głównych magistrali kolejowych w latach 50. zauważalna była przewaga trakcji elektrycznej nad parową, co przyczyniło się do zmniejszania zużycia wysokogatunkowego węgla kamiennego. Podstawą do podjęcia przygotowań i wykonania elektryfikacji linii kolejowych były podjęte 1958–1959 doniosłe uchwały Komitetu Ekonomicznego i Rady Ministrów, które zapewniały odpowiednie środki do wykonania prac i importu przyczyniając się przy tym do rozwoju krajowego przemysłu i zaspokojenia potrzeb Polskich Kolei Państwowych. W ten sposób zapoczątkowana została stopniowa likwidacji trakcji parowej na rzecz trakcji elektrycznej i spalinowej.
Początkowo wydawało się, że stopniowe wprowadzanie trakcji spalinowej ograniczy wprowadzanie elektryfikacji, jednak sytuacja ta uległa zmianie po kryzysie naftowym z 1973 roku, a w dodatku duże oszczędności w kosztach eksploatacji taboru elektrycznego względem spalinowego spowodowały dalszy rozwój elektryfikacji na polskiej kolei.
Masowa elektryfikacja kolei, poza oszczędnościami w zasobach węgla kamiennego z szacowanego 1,2 do 0,8 tony na kilometr, przyczyniła się do zwiększenia zdolności przewozowych poszczególnych linii, pozwalając na zwiększenie prędkości i masy pociągów, zarówno towarowych, jak i pasażerskich. Elektryfikacja przyczyniła się do unowocześnienia organizacji procesu transportowego, dzięki stopniowemu wprowadzeniu automatyki i centralnego sterowania stając się czynnikiem miastotwórczym na obszarach objętych zelektryfikowanym ruchem podmiejskim w wielkich aglomeracjach urbanistycznych. Efektem dalszych działań jest poprawienie warunków ekologicznych otoczenia.
Mimo późniejszego dostrzeżenia problemów natury technicznej związanej z elektryfikacją prądem 3 kV DC oraz prowadzaniem dyskusji, a także projektów związanych z wprowadzeniem napięcia 25 kV AC na przełomie lat 50. i 60. nadal pozostawano przy jednym rodzaju napięcia, co wynikało głównie z faktu, że odbudowa zniszczeń wojennych i prowadzenie elektryfikacji węzła warszawskiego odbywało się przyjętym w okresie przedwojennym systemem 3000 V DC przy jednoczesnej przyspieszonej produkcji urządzeń elektrycznych w kraju i podjęcia elektryfikacji pierwszej linii magistralnej w kraju łączącej Warszawę z Górnym Śląskiem. W tym czasie system prądu jednofazowego o częstotliwości przemysłowej był w fazie rozwoju, a wyniki doświadczeń z kolei francuskich, brytyjskich czy radzieckich wyraźnie wynikała niedoskonałość zastosowania urządzeń prototypowych, szczególnie w zakresie budowy lokomotyw elektrycznych oraz wyposażenia w Ignitrony.
Wpływ na elektryfikację kolei w Polsce miały instytucje naukowe i naukowo-techniczne, a także organizacje społeczne, które miały wpływ na kształtowanie opinii publicznej, z czego dwie pierwsze także na kształtowanie przyszłych kadr inżynierów i specjalistów.
Do 1995 roku osiągnięte wyniki elektryfikacji polskiej kolei i ostateczne ustalenie jej perspektywy do 2000 roku przekroczyły wszelakie oczekiwania pionierów trakcji elektrycznej. Pięćdziesięcio letnie doświadczenie potwierdziło słuszność koncepcji elektryfikacji linii kolejowych PKP pod kątem proponowanych rozwiązań technicznych i nakreślonego kierunku rozwoju, a dzięki utrzymaniu jednolitego systemu sieci trakcyjnej przyczyniło się do szybkiego tempa elektryfikacji polskiej kolei i skutecznego rozwoju metod eksploatacyjnych. W okresie PRLu realizowane projekty elektryfikacji miały za zadanie przede wszystkim zaspokojenia potrzeb ciężkiego ruchu towarowego i dalekobieżnego pasażerskiego, obok elektryfikacji linii służących obsłudze ruchowi podmiejskiemu i dużych węzłów kolejowych, jednak w tym przypadku problemem okazało się mniejsze zrozumienie roli w obsłudze wielkich aglomeracji miejskich przez kolej.
Współcześnie w przypadku linii, których elektryfikacja nie jest opłacalna, co ma miejsce w przypadku linii typowo lokalnych preferowana jest alternatywa w postaci:
- Rozwój technologii trakcji spalinowej po przez zwiększenie sprawności i zmniejszenie emisji spalin.
- Wprowadzenie taboru hybrydowego będącego pojazdem elektrycznym z modułem spalinowym.
- Tabor elektryczny zasilany bateriami nowej generacji (potocznie akumulatorowy).

Problemem taboru akumulatorowego jest konieczność budowy infrastruktury do ładowania baterii oraz zwiększona masa, co powoduje zwiększone koszty dostępu do infrastruktury kolejowej.
Kryterium eksploatacji proponowanych parametrów eksploatacyjnych dla oceny inwestycji związanych z elektryfikacją linii kolejowych:
- Zmiana średniodobowego przebiegu składu pociągu w wyniku elektryfikacji i ujednolicenia obsługi trakcyjnej.
- Zmiana kosztów przewoźnika kolejowego wskutek wyeliminowania zmian lokomotyw oraz wskutek połączenia relacji pociągowych.

| Linia | Odcinek                                   | Status projektu      |
| ----- | ----------------------------------------- | -------------------- |
| 25    | Tomaszów Mazowiecki – Opoczno             | Niezrealizowany      |
| 38    | Ełk – Korsze                              | W trakcie realizacji |
| 68    | Lublin Zemborzyce – Stalowa Wola Rozwadów | Zrealizowany         |
| 71    | Ocice – Rzeszów Główny                    | Zrealizowany         |
| 201   | Maksymilianowo – Gdynia Główna            | Niezrealizowany      |
| 214   | Somonino – Kartuzy                        | Niezrealizowany      |
| 229   | Glincz – Kartuzy                          | Niezrealizowany      |
| 274   | Lubań Śląski – Zgorzelec                  | Niezrealizowany      |
| 274   | Zgorzelec – Granica Państwa               | Zrealizowany         |
| 278   | Węgliniec – Zgorzelec                     | Zrealizowany         |
| 409   | Szczecin Gumieńce – Granica Państwa       | Niezrealizowany      |
| 778   | Zgorzelec R1 – Zgorzelec R11              | Niezrealizowany      |

## Specyfikacja

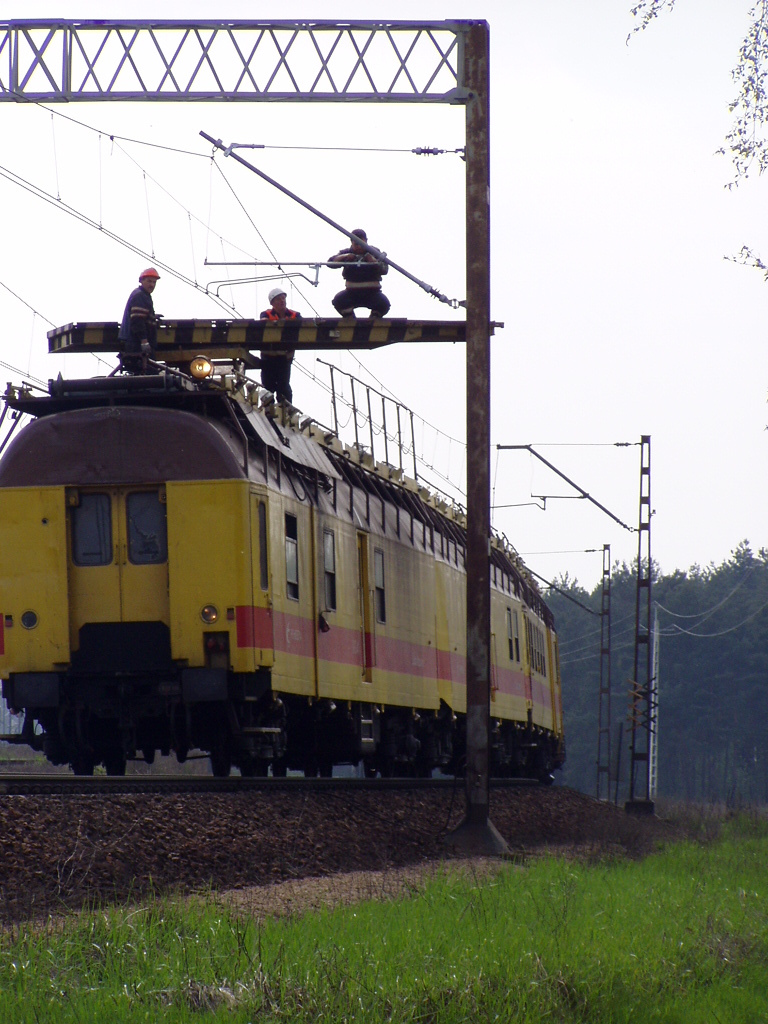
Pociąg sieciowy spółki PKP Energetyka podczas prac sieciowych w Łowiczu w 2005 roku

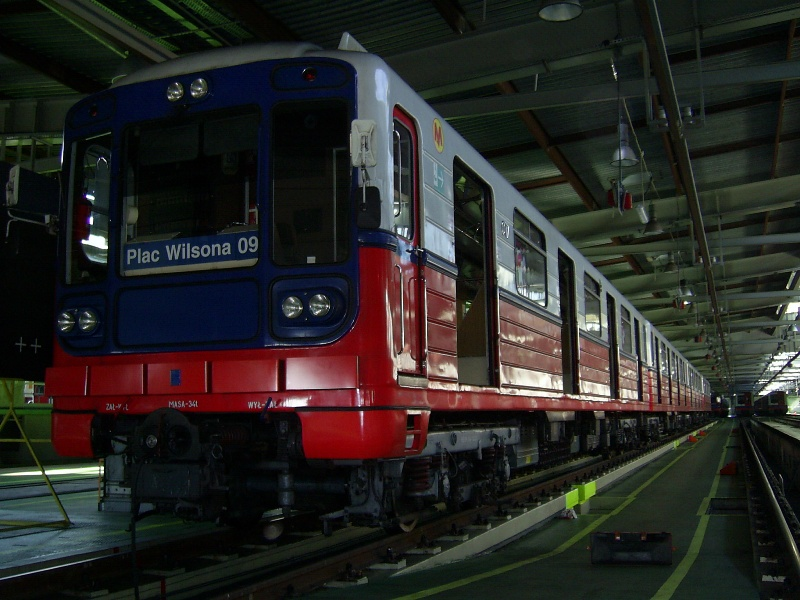
Wagon Serii 81 podobnie jak reszta taboru Metra Warszawskiego jest zasilany z trzeciej szyny

Zmiana liczby eksploatowanych, normalnotorowych (łącznie z szerokotorowymi) zelektryfikowanych linii kolejowych w km w Polsce według stanu na 31 grudnia (uwaga na zmianę sposobu liczenia: do 2004 roku dane dotyczą PKP, a od 2005 roku również innych podmiotów będących zarządcami infrastruktury kolejowej):
| Rok                     | Ogółem | Zelektryfikowane | Zelektryfikowane | Niezelektryfikowane | Niezelektryfikowane |
| Rok                     | Ogółem | Liczba           | Udział           | Liczba              | Udział              |
| ----------------------- | ------ | ---------------- | ---------------- | ------------------- | ------------------- |
| 1950                    | 22 500 | 0 200            | 00,9%            | 22 300              | 99,1%               |
| 1960                    | 23 200 | 01 000           | 04,3%            | 22 200              | 95,7%               |
| 1970                    | 23 300 | 03 900           | 16,7%            | 19 400              | 83,3%               |
| 1980                    | 24 400 | 06 900           | 28,3%            | 17 500              | 71,7%               |
| 1990                    | 24 000 | 11 400           | 47,5%            | 12 600              | 52,5%               |
| 1993                    | 23 300 | 11 500           | 49,4%            | 11 800              | 50,6%               |
| 1994                    | 22 900 | 11 600           | 50,7%            | 11 300              | 49,3%               |
| 1995                    | 22 600 | 11 600           | 51,3%            | 11 000              | 48,7%               |
| 1996                    | 22 300 | 11 600           | 52,0%            | 10 700              | 48,0%               |
| 1997                    | 22 300 | 11 600           | 52,0%            | 10 700              | 48,0%               |
| 1998                    | 22 100 | 11 600           | 52,5%            | 10 500              | 47,5%               |
| 1999                    | 21 900 | 12 000           | 54,8%            | 09 900              | 45,2%               |
| 2000                    | 21 600 | 11 900           | 55,1%            | 09 700              | 44,9%               |
| 2001                    | 20 100 | 12 000           | 59,7%            | 08 100              | 40,3%               |
| 2002                    | 20 700 | 12 200           | 58,9%            | 08 500              | 41,1%               |
| 2003                    | 20 300 | 12 200           | 60,1%            | 08 100              | 39,9%               |
| 2004                    | 19 900 | 12 000           | 60,3%            | 07 900              | 39,7%               |
| Zmiana sposobu liczenia |        |                  |                  |                     |                     |
| 2005                    | 19 800 | 11 900           | 60,1%            | 07 900              | 39,9%               |
| 2006                    | 19 800 | 11 900           | 60,1%            | 07 900              | 39,9%               |
| 2007                    | 19 800 | 11 900           | 60,1%            | 07 900              | 39,9%               |
| 2008                    | 20 000 | 11 900           | 59,5%            | 08 100              | 40,5%               |
| 2009                    | 20 200 | 12 000           | 59,4%            | 08 200              | 40,6%               |
| 2015                    | 19 330 | 11 795           | 63,7%            | brak danych         | brak danych         |
| 2020                    | 19 461 | 12 048           | 61,9%            | 07 413              | brak danych         |
| 2021                    | 19 326 | 12 156           | 62,9%            | 07 170              | 37,1%               |
| 2022                    | 19 393 | 12 126           | 62,5%            | 07 267              | 37,4%               |
| 2023                    | 19 576 | 12 236           | 62,5%            | 07 340              | 37,4%               |

Źródła
Długość zelektryfikowanych linii kolejowych w Polsce, będących w eksploatacji wszystkich zarządców infrastruktury (zarówno normalnotorowych, jak i szerokotorowych) wyniosła w 2021 roku 12 156 km. 4078 km stanowiły linie jednotorowe, a 8078 km linie dwutorowe
Udział linii zelektryfikowanych w ogóle długości eksploatowanych linii w Polsce wyniósł 62,9%.
Długość zelektryfikowanych linii jednotorowych wyniosła 39,2% ogólnej długości linii jednotorowych (10 394 km). W przypadku linii dwutorowych udział ten wyniósł 90% (8078 km linii zelektryfikowanych z 8931 km linii dwutorowych).
W najmniejszym stopniu linie kolejowe zelektryfikowane były w województwie podlaskim – 29,32%, zaś w największym w województwach: śląskim – 92,09% i łódzkim – 91,03%.
Używane lub planowane systemy zasilania polskiej kolei

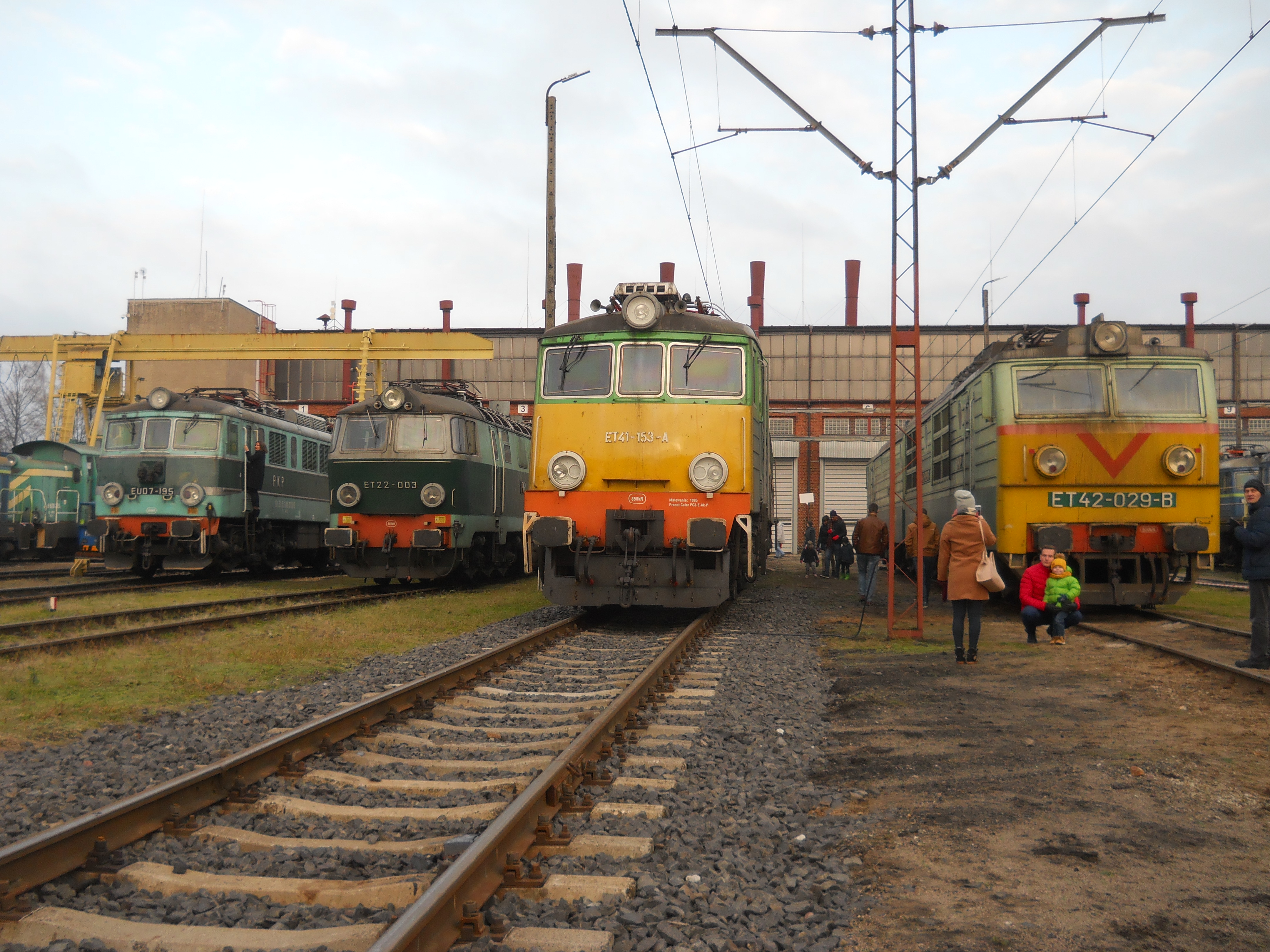
Lokomotywy elektryczne przewoźnika PKP Cargo w lokomotywowni Kobylepole w listopadzie 2019 roku

| Zasilanie   | Nazwa zarządcy lub systemu                              | Opis |
| ----------- | ------------------------------------------------------- | --- |
| 3000 V DC   | PKP Polskie Linie Kolejowe                              | Podstawowy system zasilania używany na wszystkich liniach kolejowych w kraju. |
| 3000 V DC   | Warszawska Kolej Dojazdowa                              | Podstawowy system zasilania używany na wszystkich liniach kolejowych w kraju. |
| 3000 V DC   | PKP Szybka Kolej Miejska w Trójmieście                  | Podstawowy system zasilania używany na wszystkich liniach kolejowych w kraju. |
| 3000 V DC   | Pomorska Kolej Metropolitalna                           | Podstawowy system zasilania używany na wszystkich liniach kolejowych w kraju. |
| 3000 V DC   | Dolnośląska Służba Dróg i Kolei we Wrocławiu            | Planowana jest elektryfikacja kilku linii należących do samorządu województwa dolnośląskiego. |
| 2400 V DC   | KWB Konin                                               | |
| 250 V DC    | KWB Konin                                               | Napięcie stosowane jako sieć boczna pod załadowaniami węgla. |
| 48 V DC     | KWB Konin                                               | Napięcie stosowane jako sieć boczna pod załadowaniami węgla. |
| 750 V DC    | Metro w Warszawie                                       | Zasilanie odbywa się z trzeciej szyny. |
| 25 000 V AC | PKP Linia Hutnicza Szerokotorowa                        | W związku z elektryfikacją linii Kowel – Izów przez UZ planowana jest elektryfikacja czterokilometrowego odcinka od terminala przeładunkowego do granicy w Hrubieszowie. Uwzględniono elektryfikację całej linii LHS do napięcia 25 kV AC. |
| 25 000 V AC | PKP Polskie Linie Kolejowe/Centralny Port Komunikacyjny | Planowana jest budowa linii dużych prędkości w ramach Centralnego Portu Komunikacyjnego w ramach którego część nowo wybudowanych linii ma być zasilana system 25 kV prądu przemiennego.                                                    |

Zlikwidowane systemy zasilania
| Zasilanie  | Nazwa zarządcy lub systemu                                      | Opis |
| ---------- | --------------------------------------------------------------- | --- |
| 400 V DC   | Polskie Koleje Państwowe                                        | System zasilania używany tylko na Linii kolejowej nr 264 na terenie miasta Wąbrzeźno do czasu likwidacji sieci trakcyjnej w 1959 roku. |
| 600 V DC   | Warszawska Kolej Dojazdowa                                      | Do 27 maja 2016 roku. Obecnie ten typ zasilania jest używany tylko na liniach tramwajowych w Polsce. |
| 650 V DC   | Warszawska Kolej Dojazdowa                                      | Używany na początku eksploatacji Elektrycznej Kolei Dojazdowej. |
| 800 V DC   | PKP Szybka Kolej Miejska w Trójmieście/Polskie Koleje Państwowe | Używana na liniach podmiejskich w Trójmieście od 1951 roku do 19 grudnia 1976 roku. |
| 1000 V DC  | Polskie Koleje Państwowe                                        | System zasilania używany tylko na Kolei Walimskiej od 1946 do 1959 roku. |
| 15000 V AC | Polskie Koleje Państwowe                                        | Poniemiecki system zasilania, który znajdował się tylko na Dolnym Śląsku. Na krótko po włączeniu linii do PKP w maju 1945 roku wszystkie linie tym systemem sieci trakcyjnej zostały zdelektryfikowane przez Armię Czerowoną, która wywiozła elementy sieci trakcyjnej do ZSRR. |

| Lata | Długość | Procent sieci |
| ---- | ------- | ------------- |
| 1938 | 106 km  | 0,5           |
| 1950 | 156 km  | 0,7           |
| 1955 | 477 km  | 2,1           |
| 1960 | 1026 km | 3,8           |
| 1965 | 2227 km | 8,3           |
| 1970 | 3872 km | 16,7          |
| 1975 | 5588 km | 23,5          |
| 1980 | 6868 km | 28,1          |
| 1981 | 7091 km | 29,1          |

| Lata      | Procent na kilometr | Długość zelektryfikowanych linii kolejowych na kilometr |
| --------- | ------------------- | ------------------------------------------------------- |
| 1946–1950 | 30,4                | 152                                                     |
| 1951–1955 | 66,6                | 333                                                     |
| 1956–1960 | 108,2               | 541                                                     |
| 1961–1965 | 240,2               | 1 201                                                   |
| 1966–1970 | 329,0               | 1 645                                                   |
| 1971–1975 | 343,2               | 1 716                                                   |
| 1976–1980 | 256,0               | 1 280                                                   |
| 1981–1985 | 406,8               | 2 034                                                   |
| 1986–1990 | 497,0               | 2 485                                                   |
| 1991–1995 | 74,4                | 372                                                     |